# Biserica de lemn din Bordea

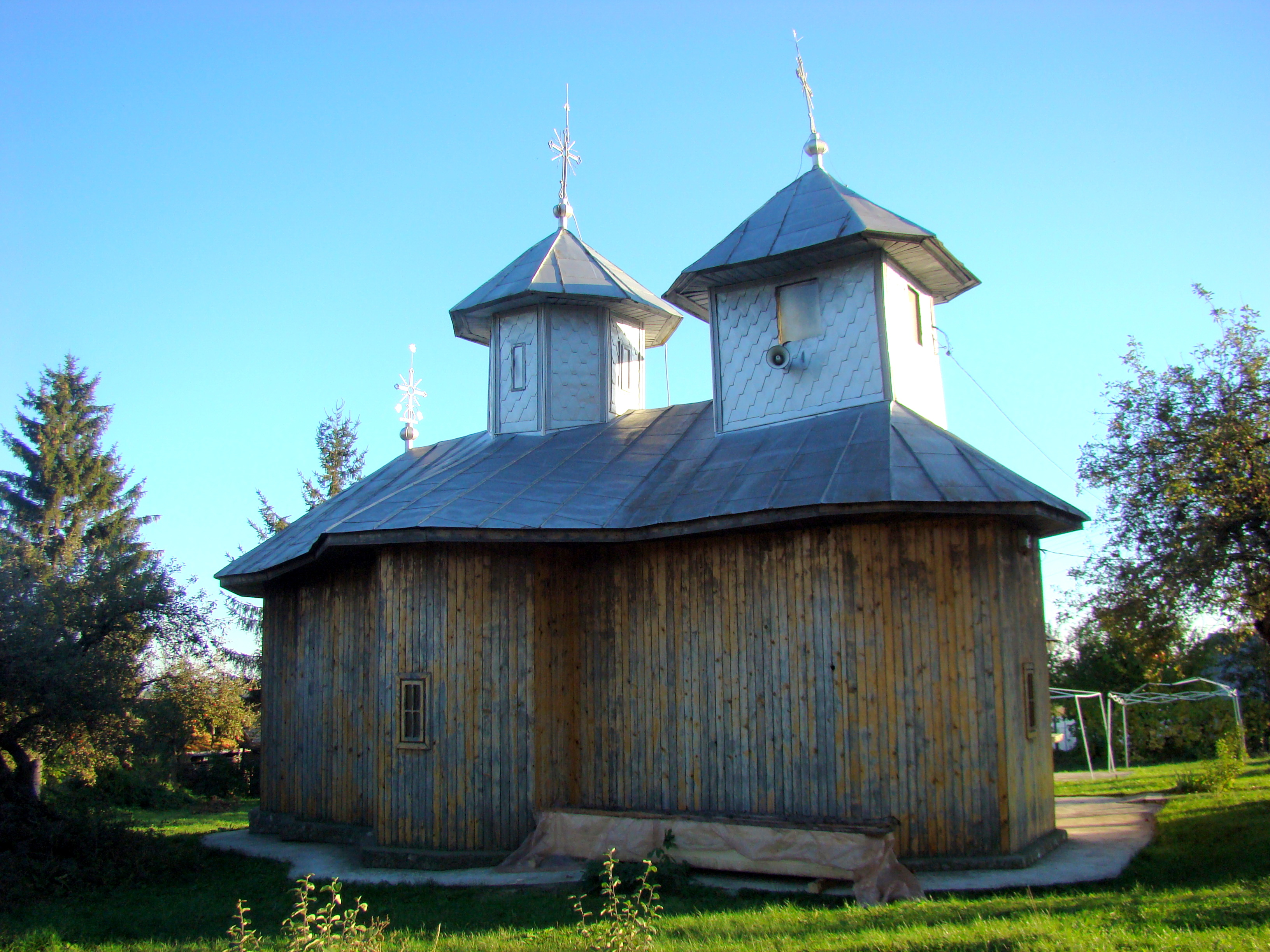
Biserica de lemn din Bordea, comuna Ștefan cel Mare, județul Neamț (octombrie 2020)

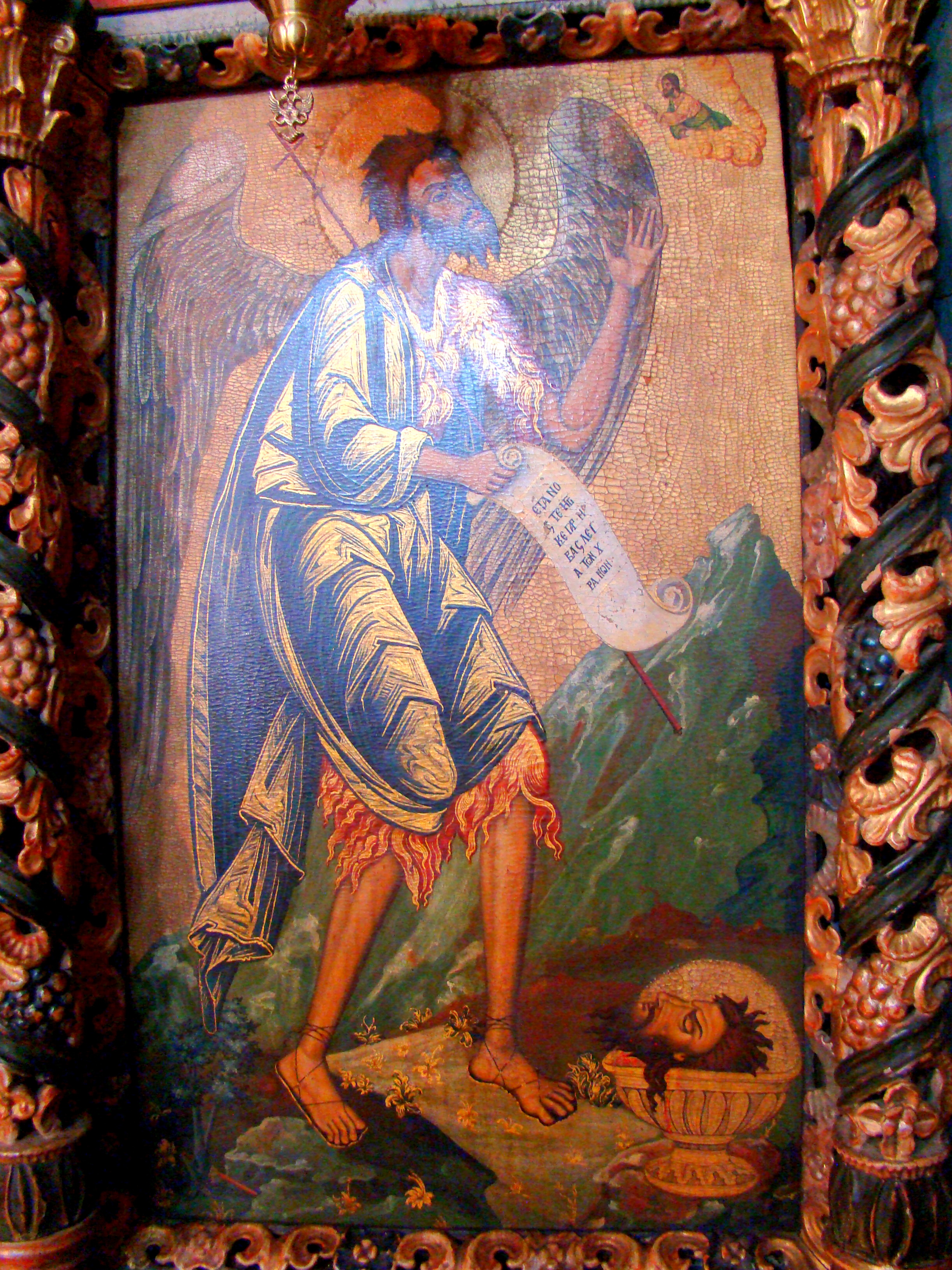
Icoană împărătească: Sfântul Ioan Botezătorul

Biserica de lemn Sfântul Ierarh Nicolae este un lăcaș de cult aflat în satul Bordea, comuna Ștefan cel Mare, județul Neamț. În ciuda vechimii sale (1769) și a catapetesmei de o reală valoare artistică, biserica nu figurează în lista monumentelor istorice. 

## Istoric și trăsături
Biserica este amplasată în centrul satului, fiind mărginită de o perdea de molizi. Este o biserică „călătoare”, construită de frații Bran și Goian în anul 1769 în satul vecin Corni (Strâmbi). A fost mutată în satul Bordea pe cheltuiala boierului Calinău. A fost construită din lemn de stejar, are 14m lungime și 4m lățime, un plan treflat, cu două turle.
Principala încăpere este naosul, cu cele două abside laterale, deasupra căruia se ridică turla principală de care este ancorat policandrul din alamă, cu șase brațe, realizat în secolul al XIX-lea. Biserica nu este pictată, fiind îmbrăcată în lambriu de lemn atât la interior, cât și la exterior, ridicată pe o temelie de piatră și acoperită cu tablă. Pridvorul de pe latura sudică a fost adăugat ulterior. În interior se păstrează catapeteasma inițială, din 1769, de o reală valoare artistică.

## Imagini din exterior

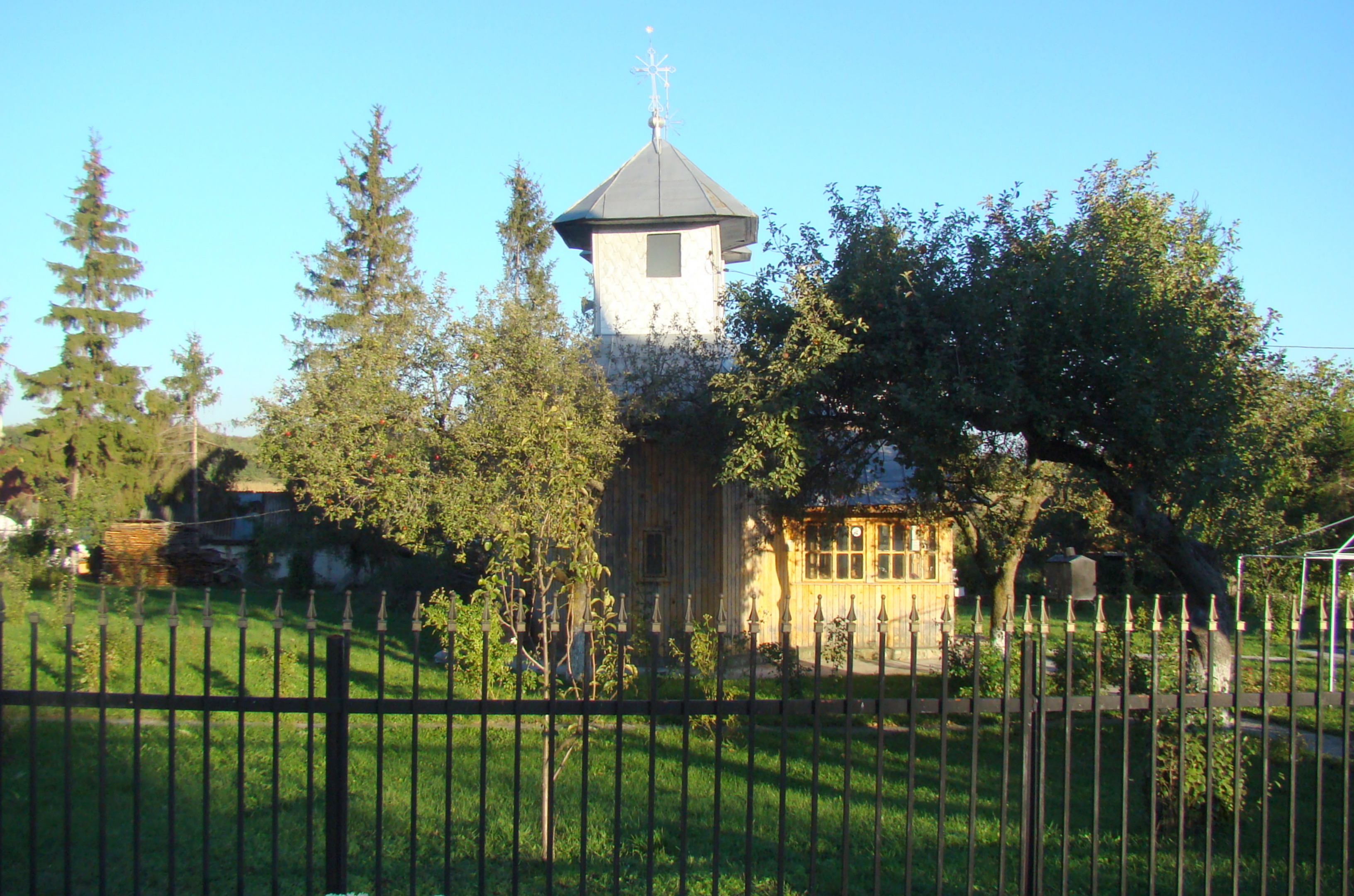
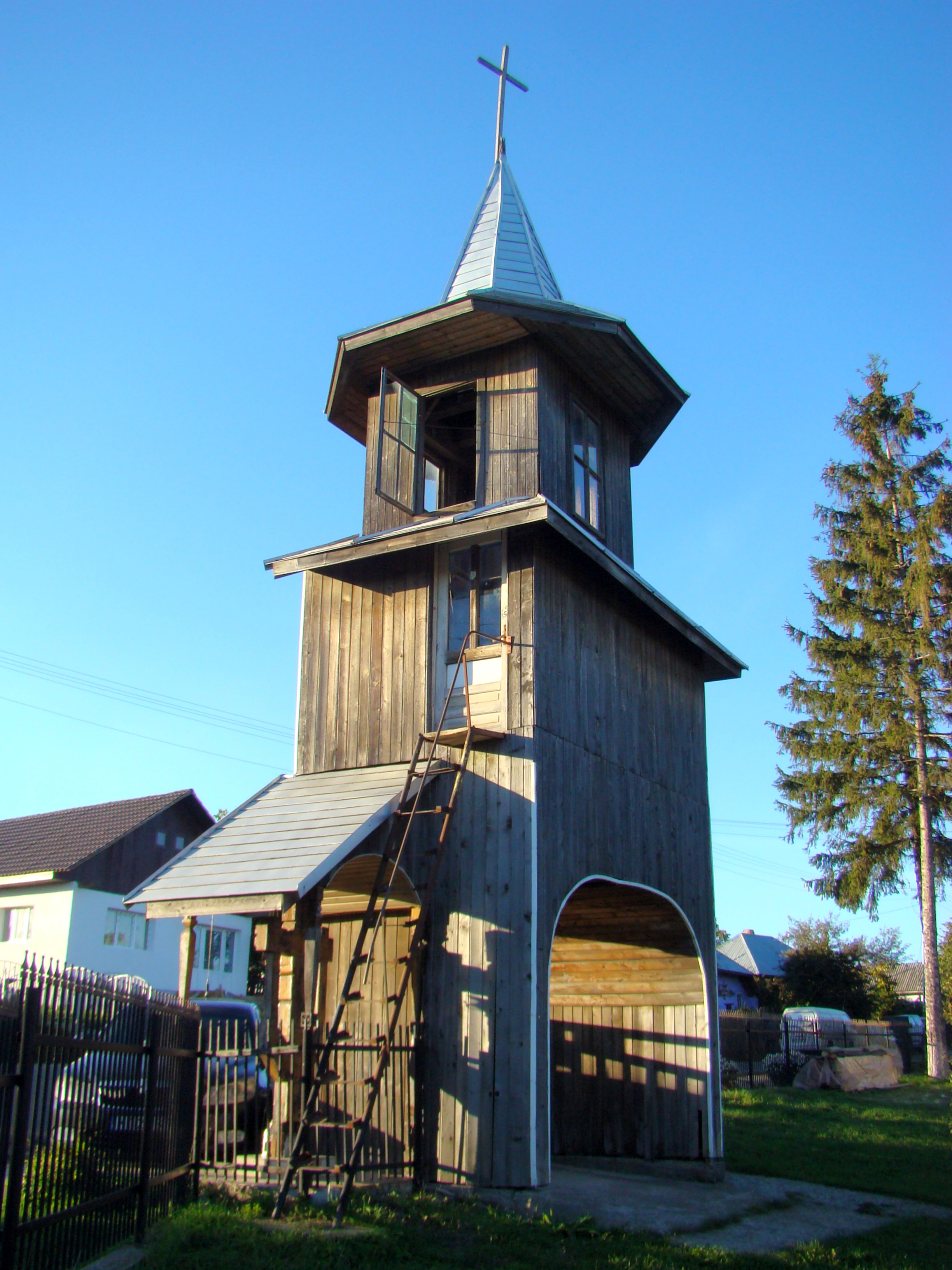
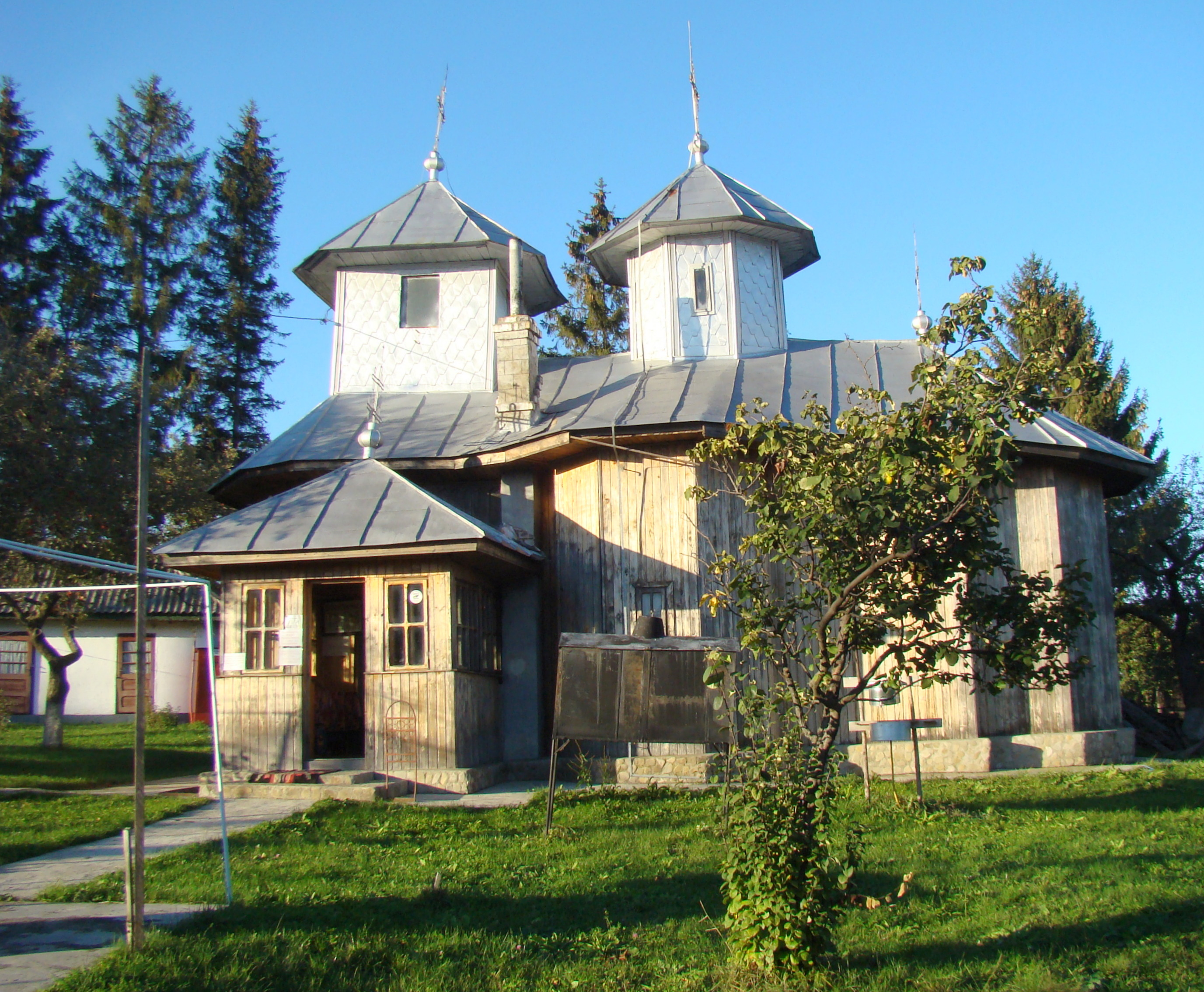
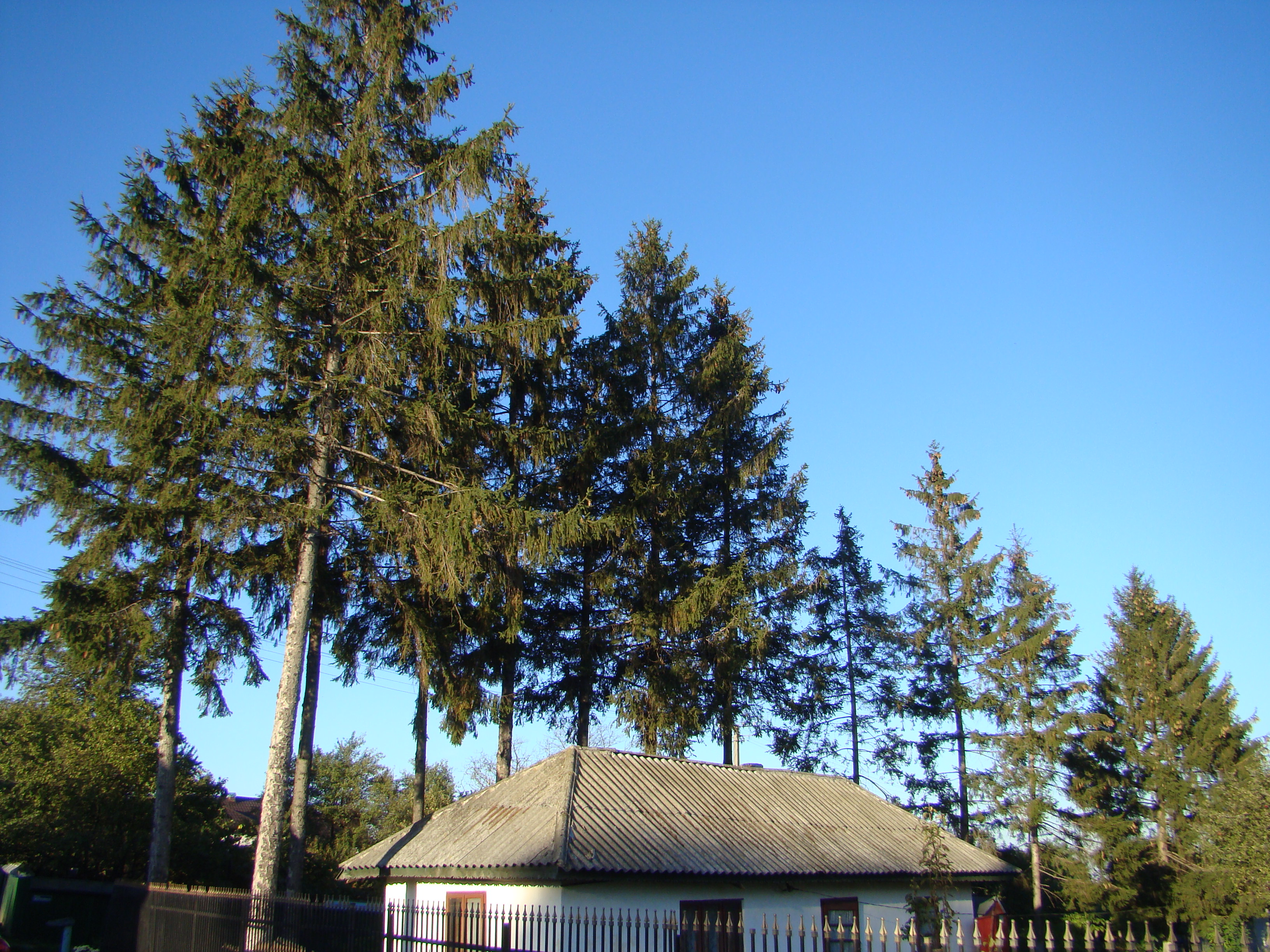
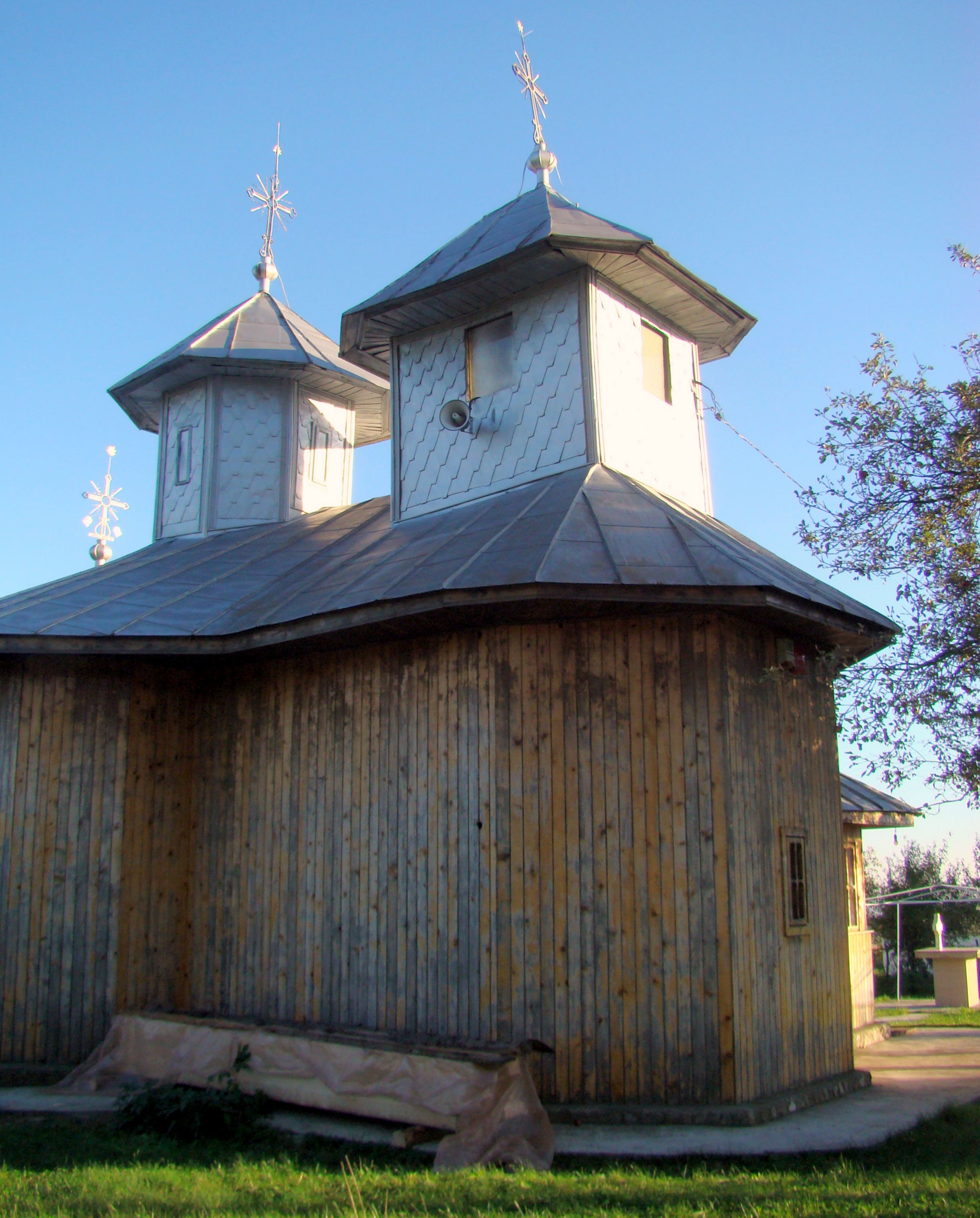
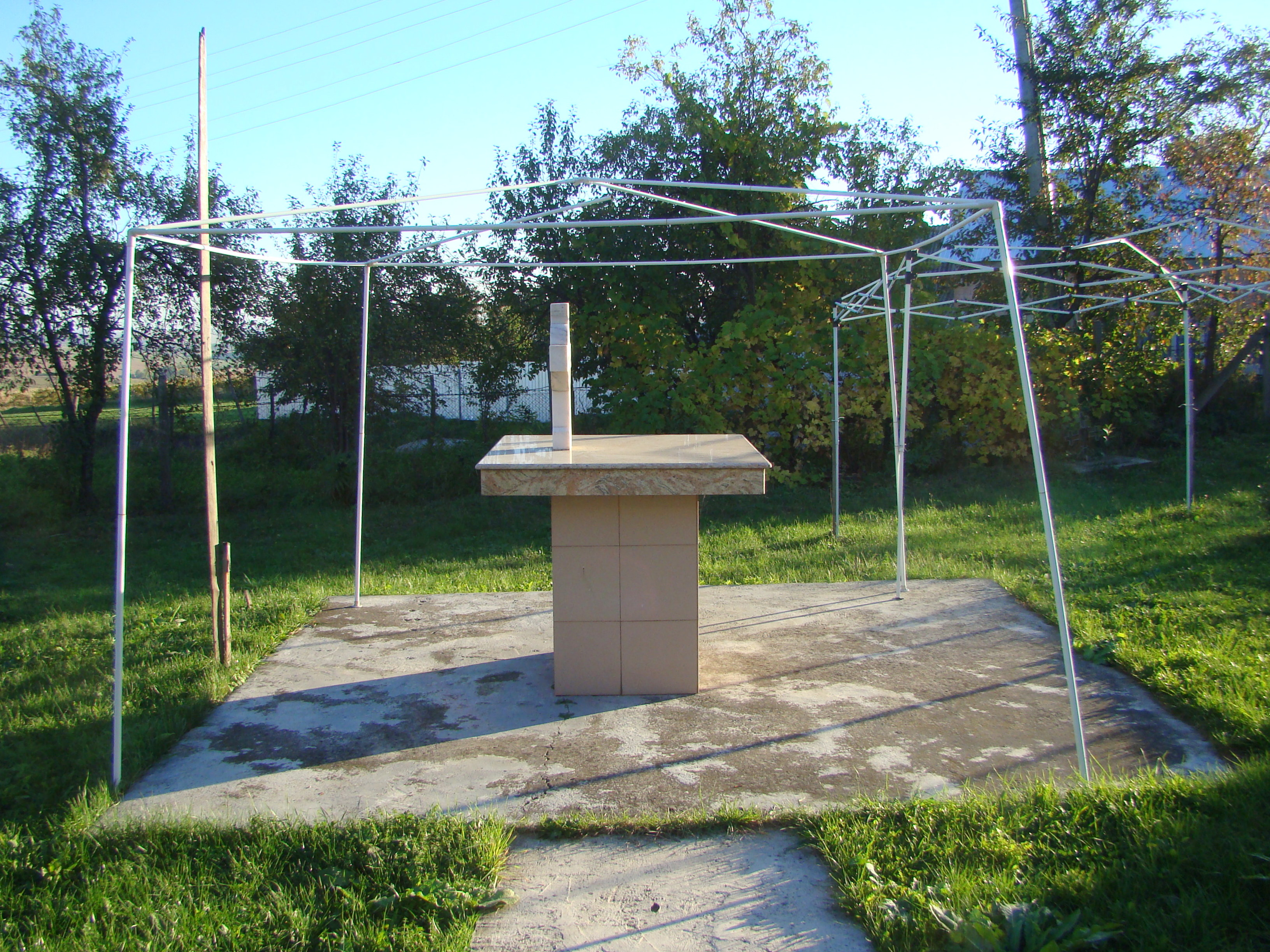
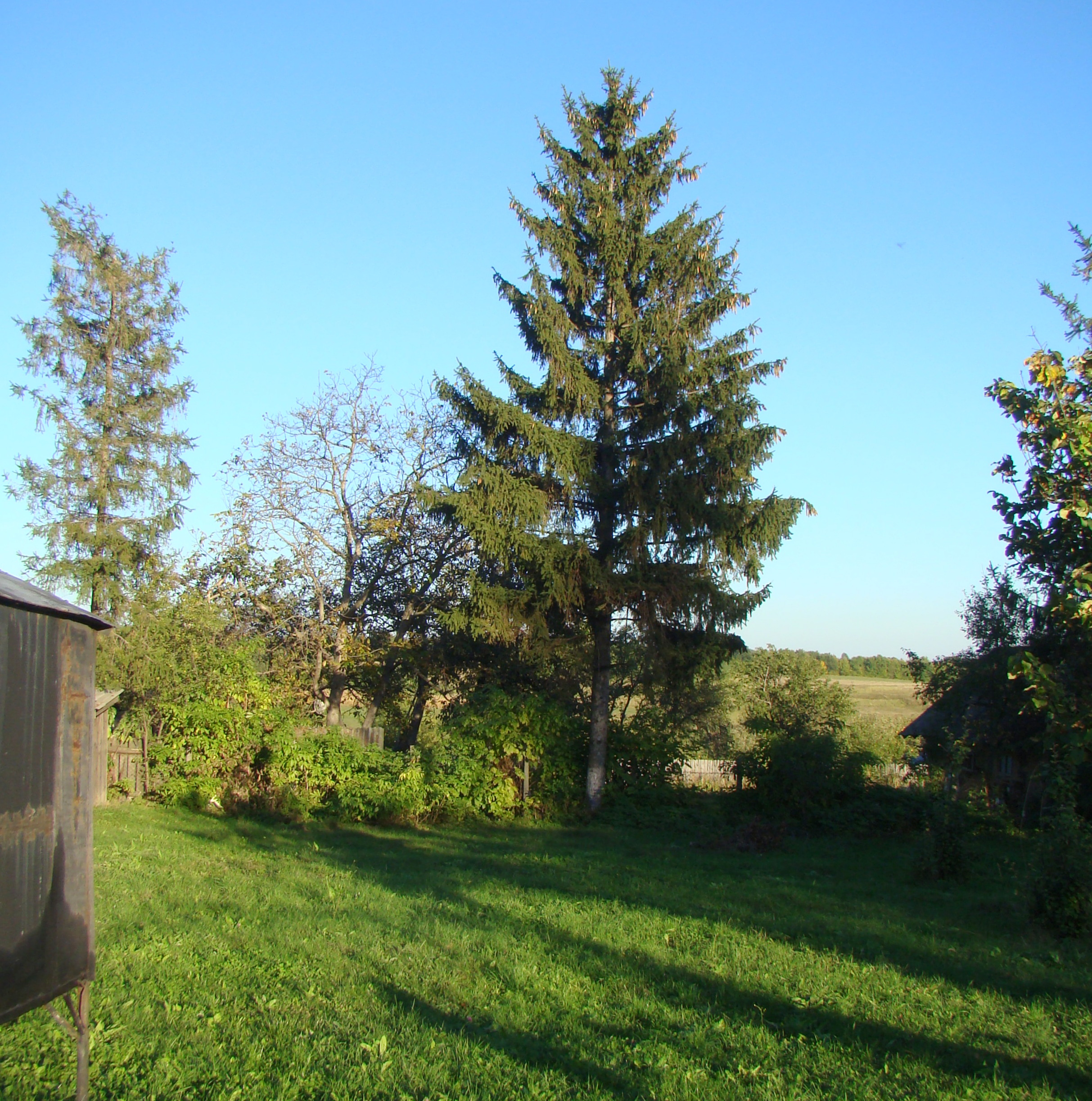
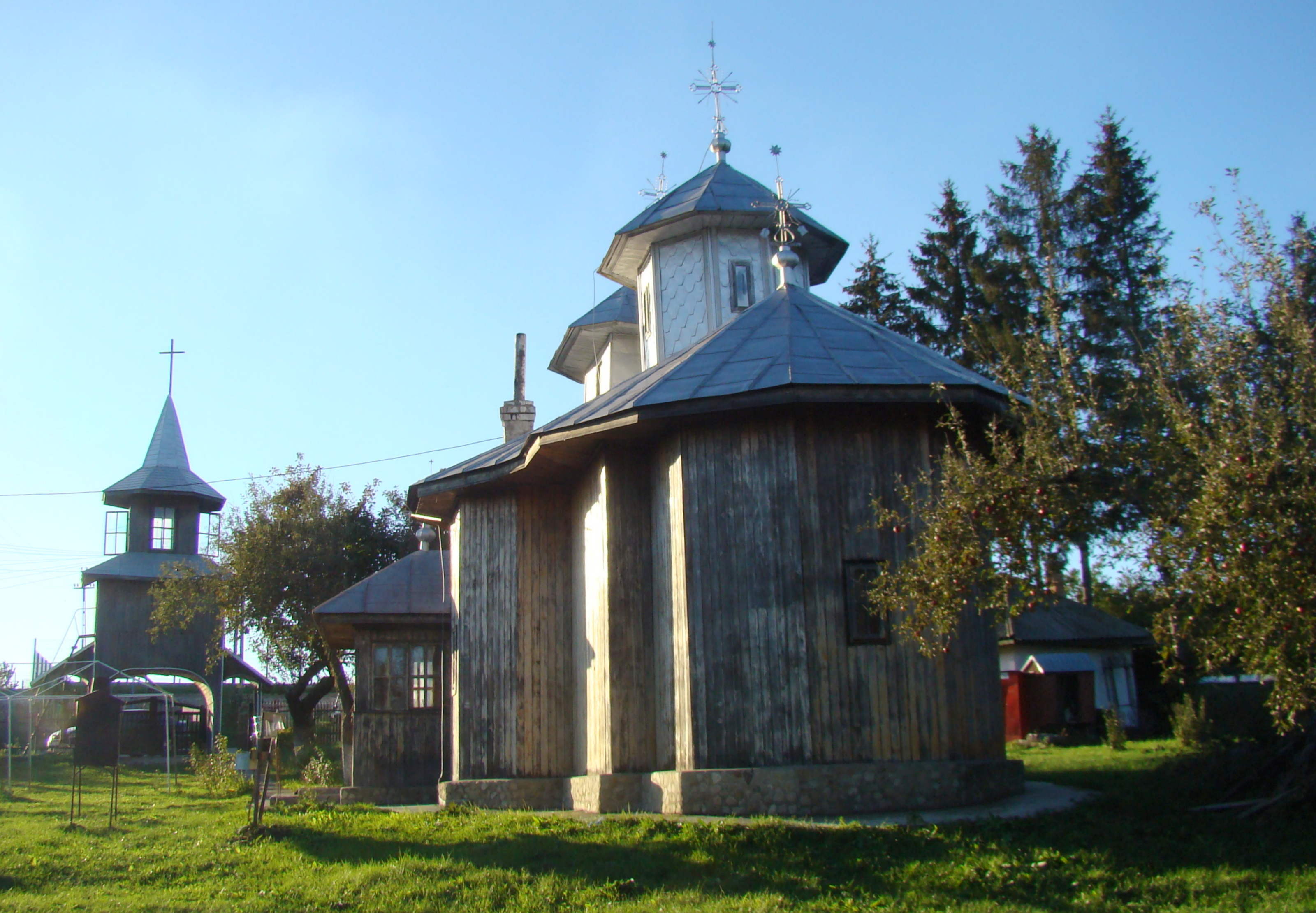
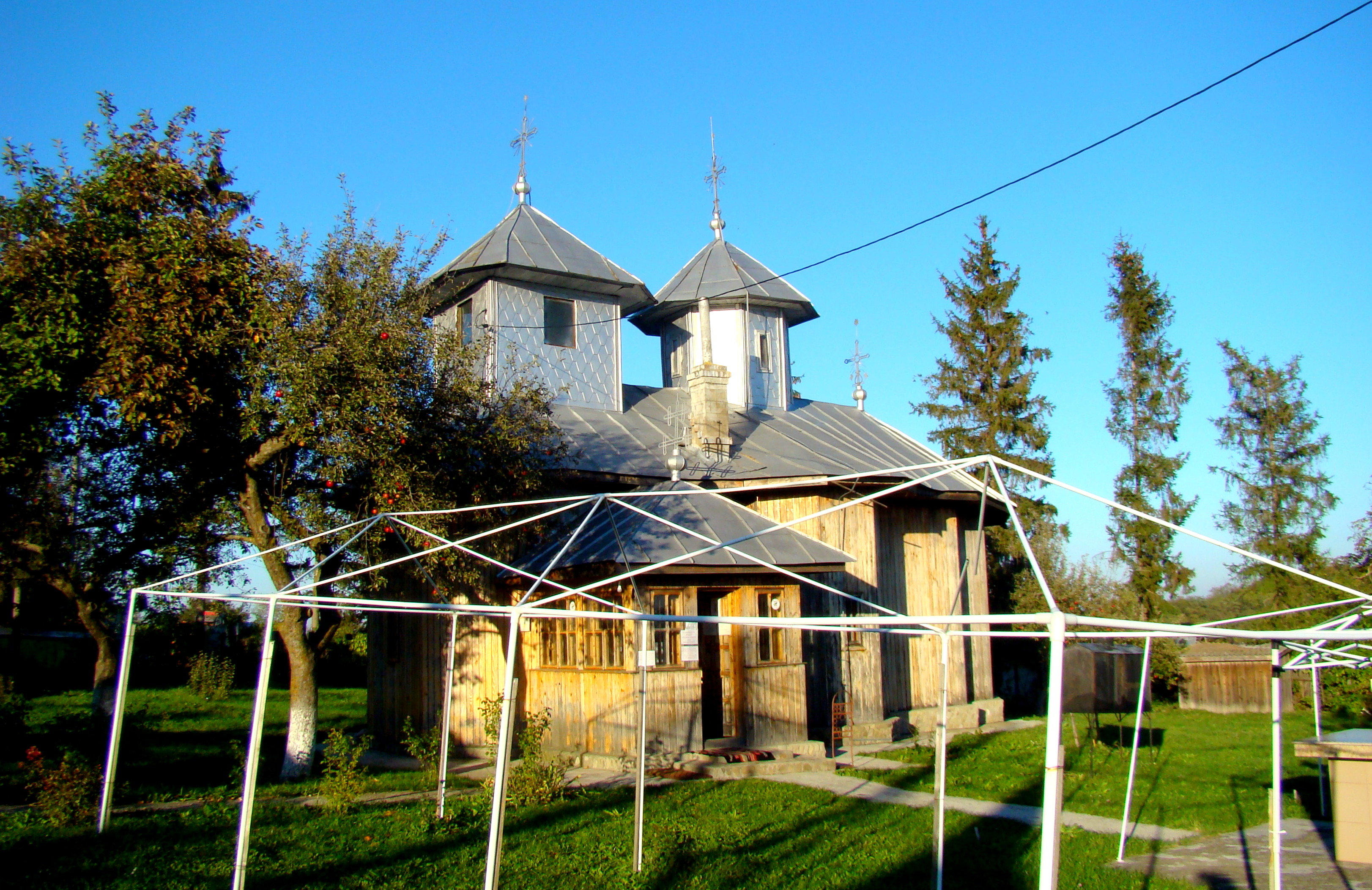
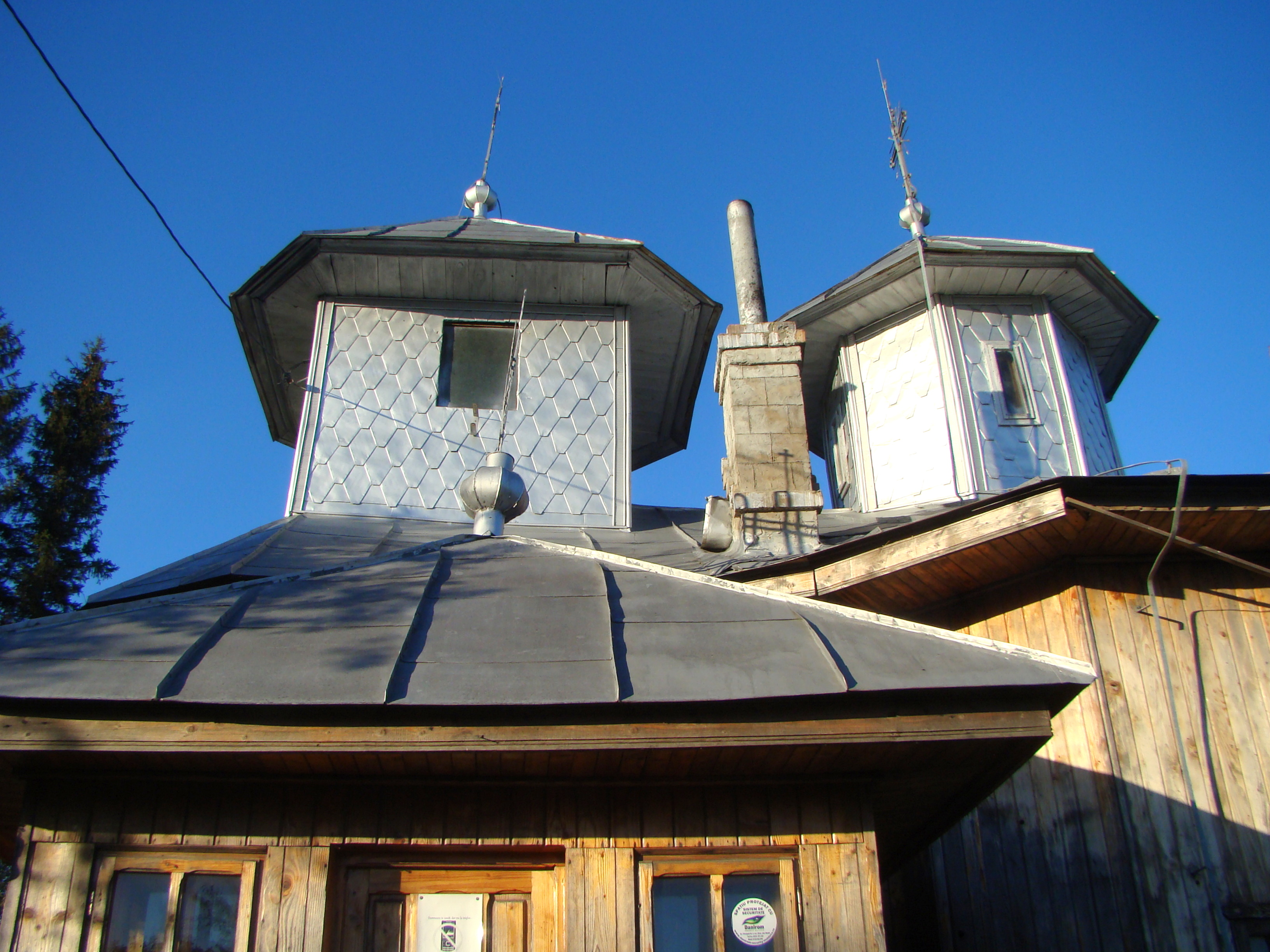
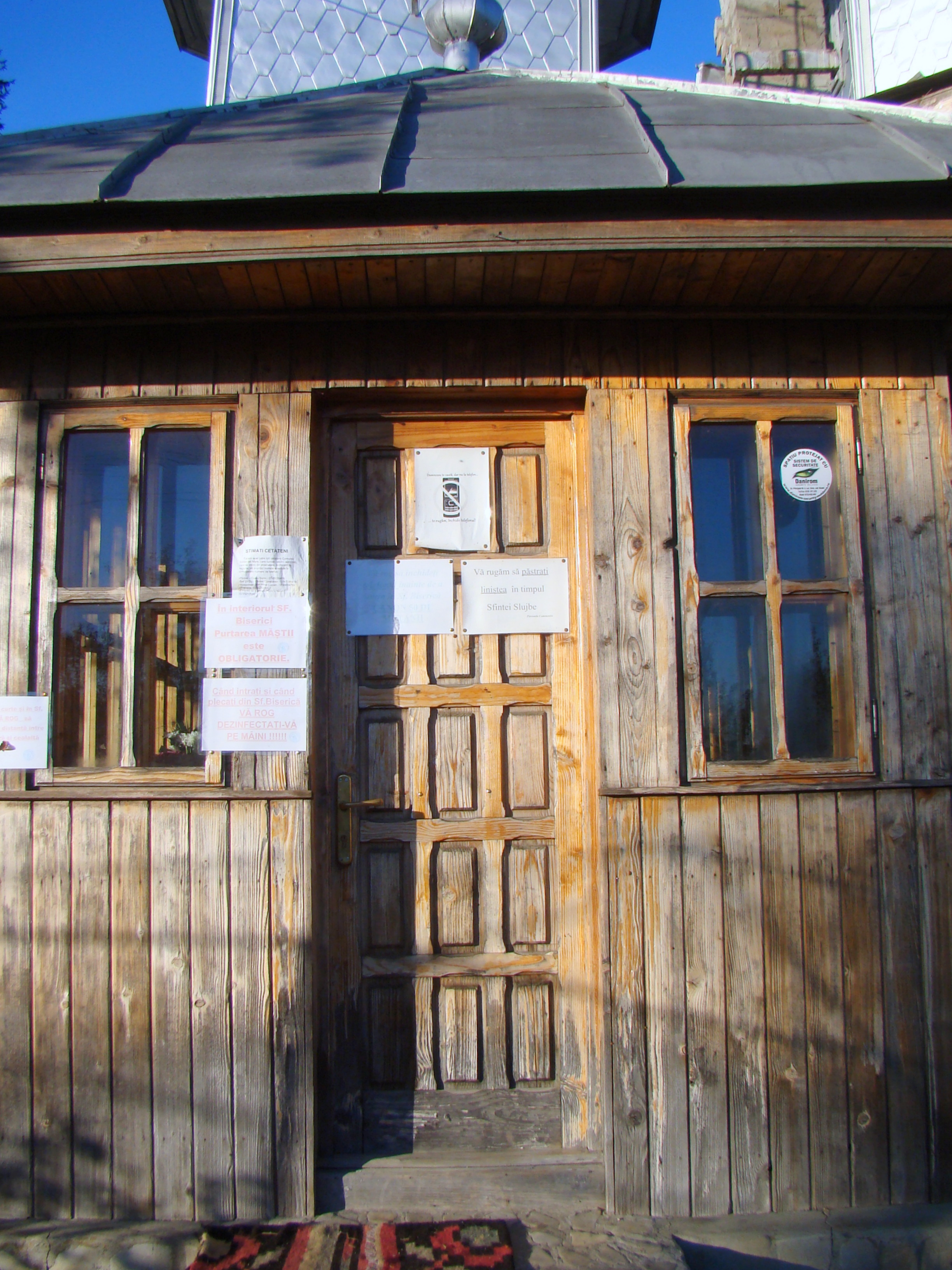
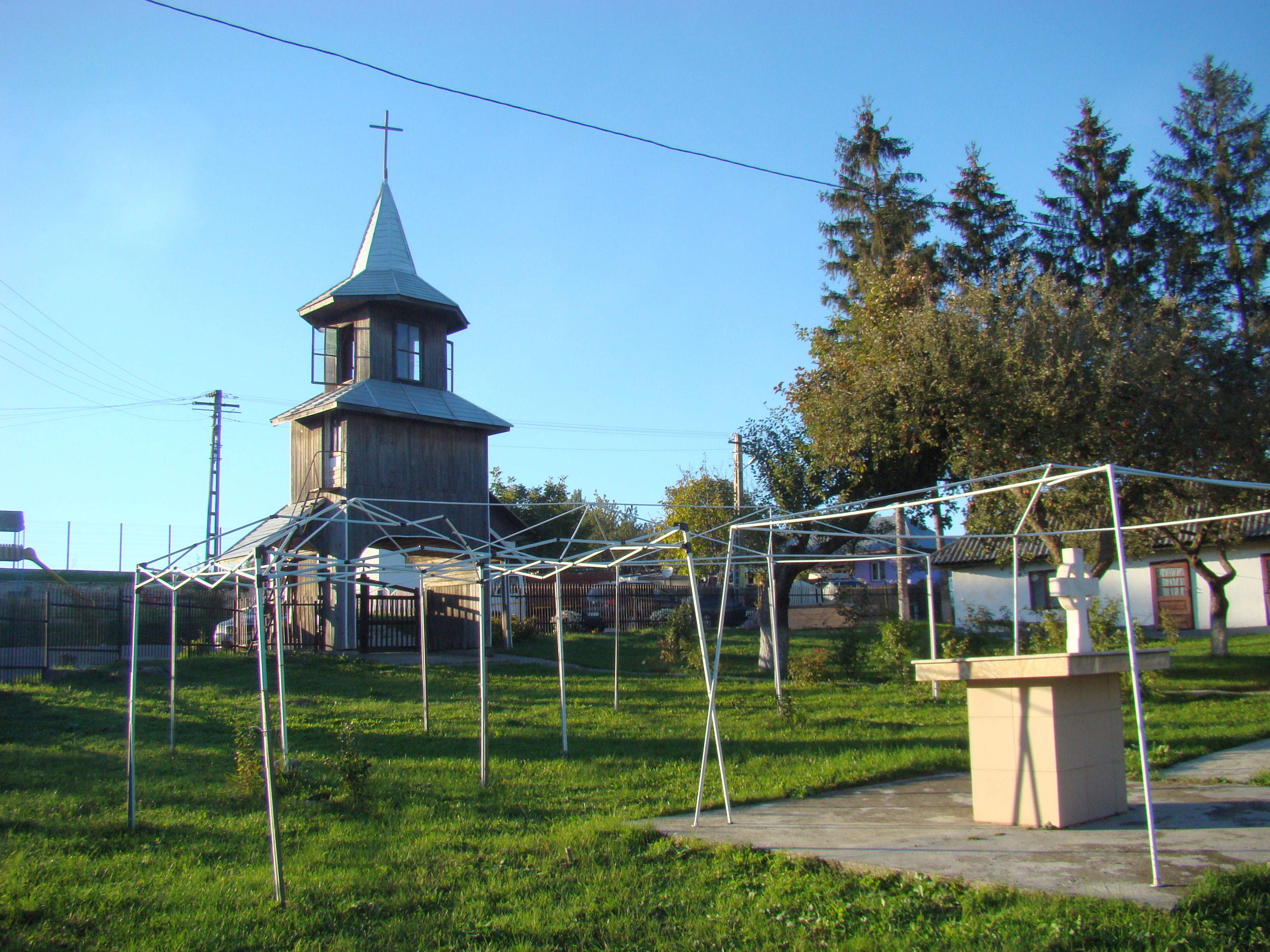
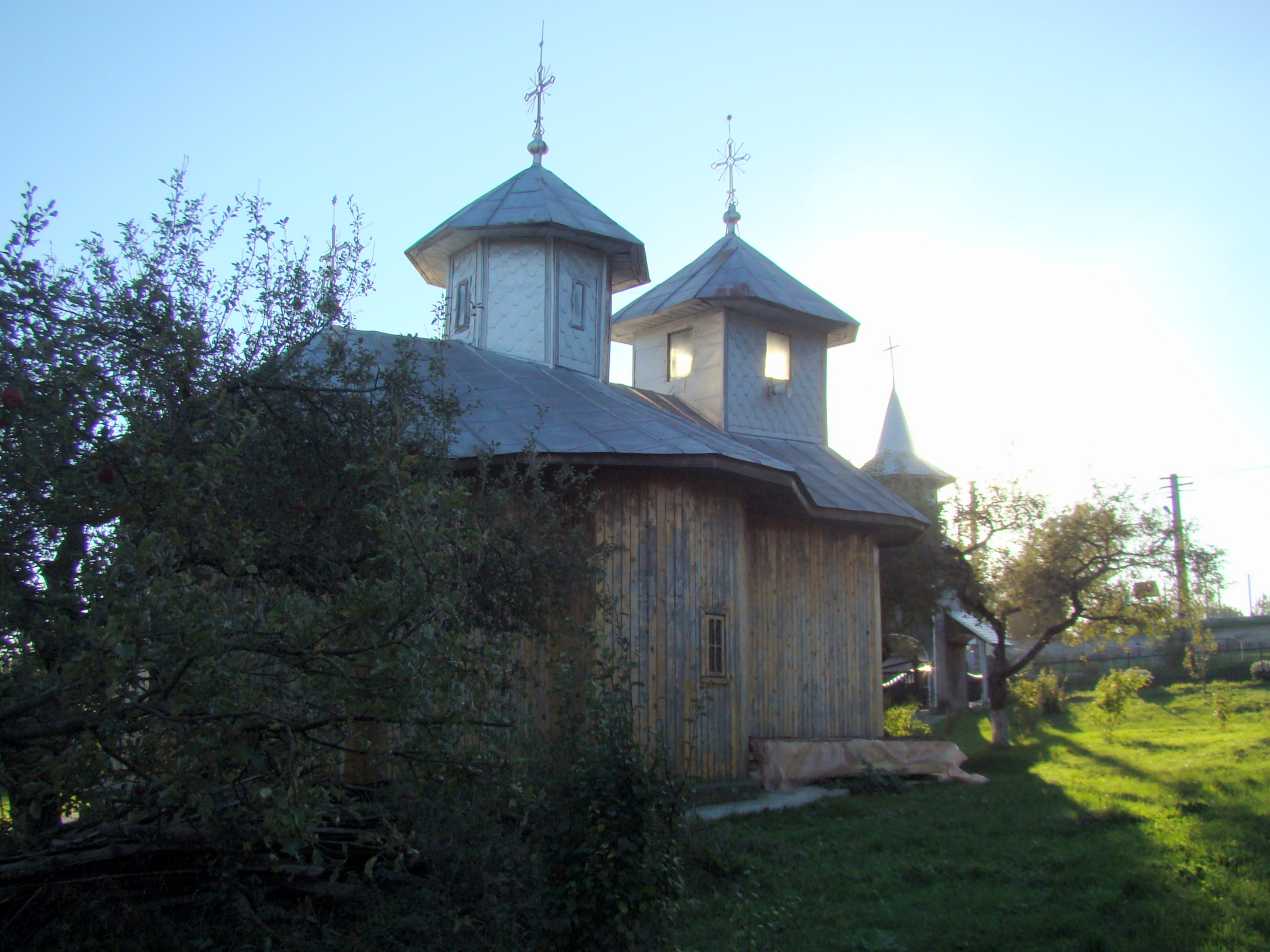
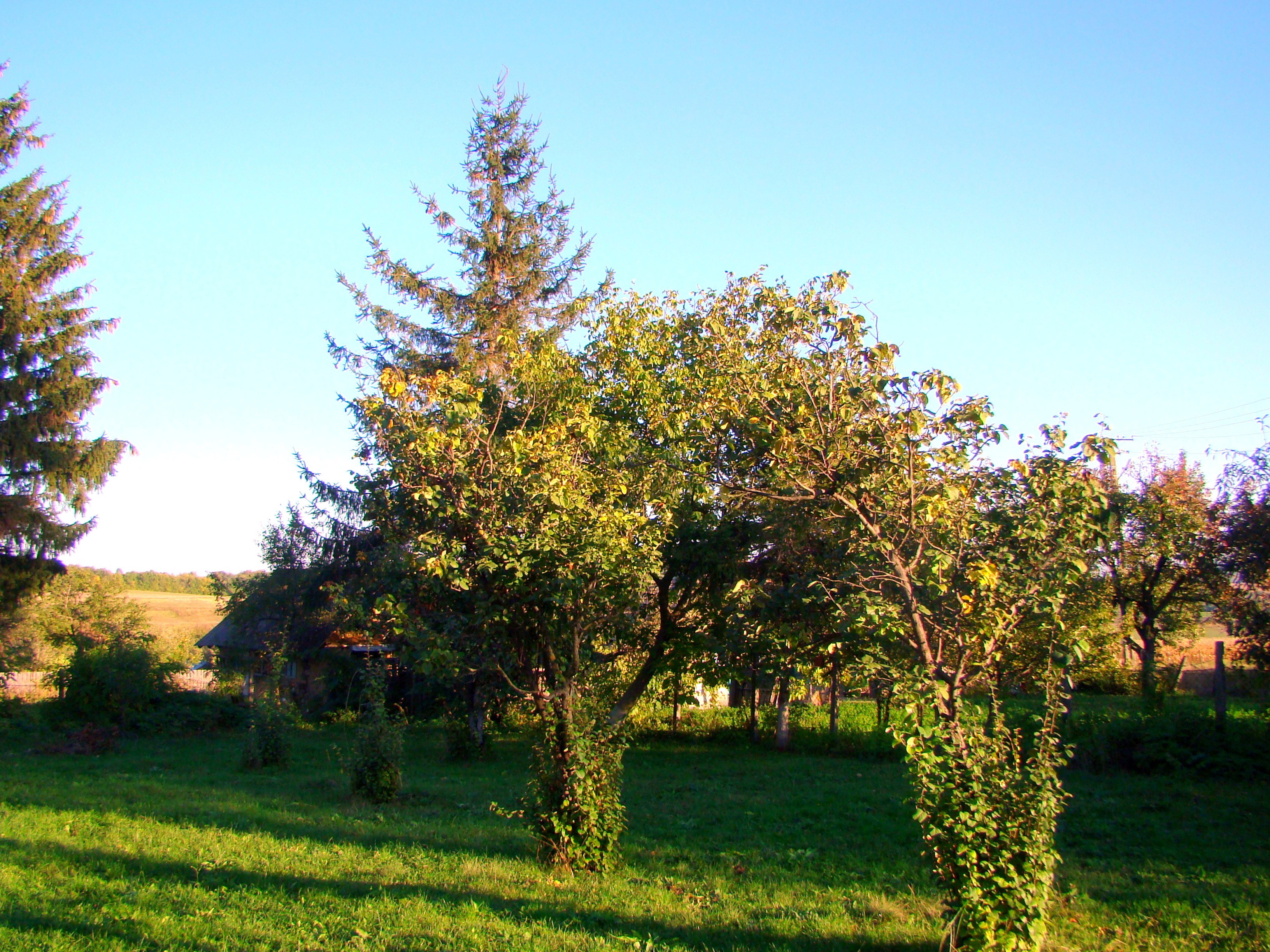
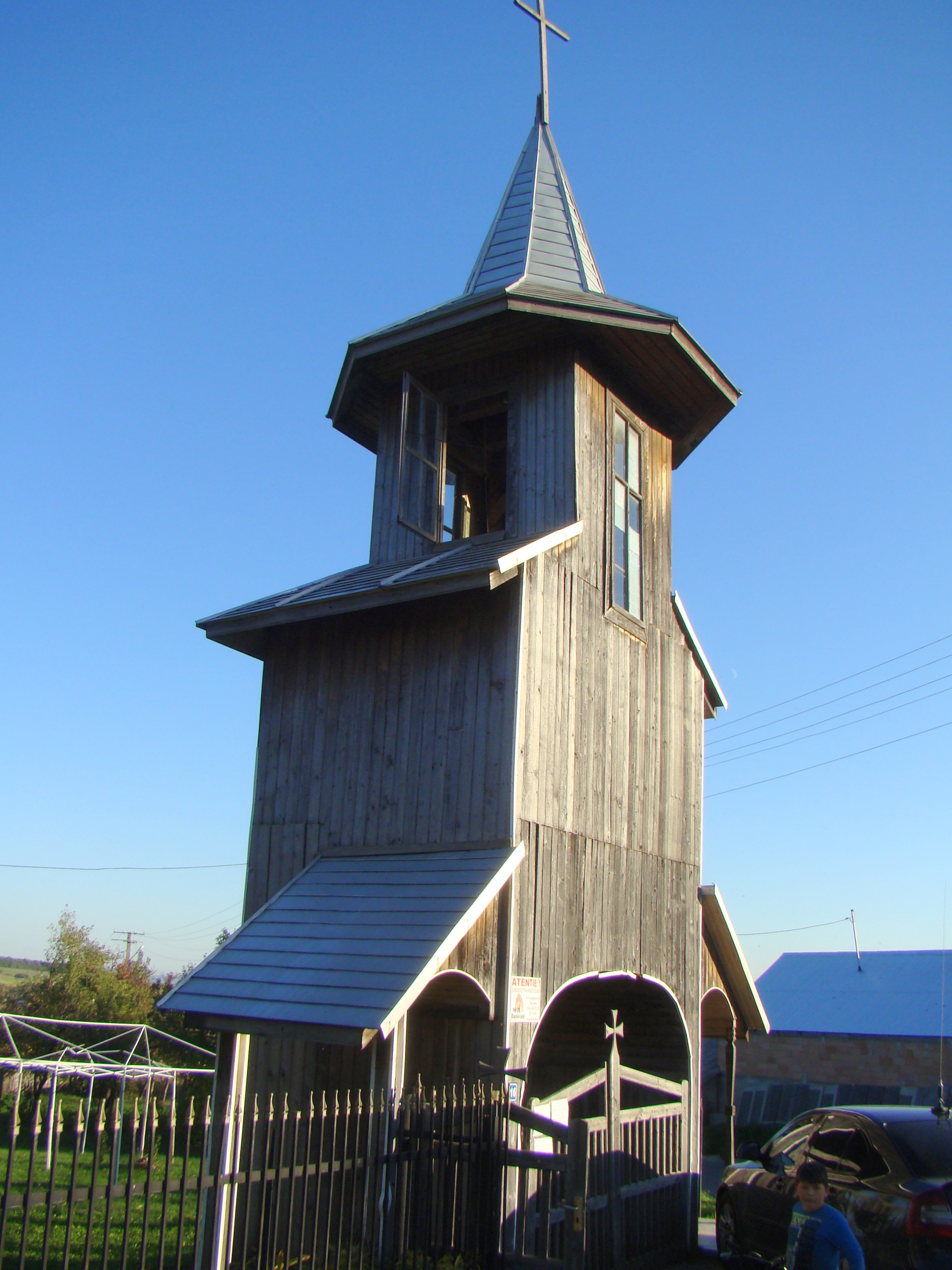
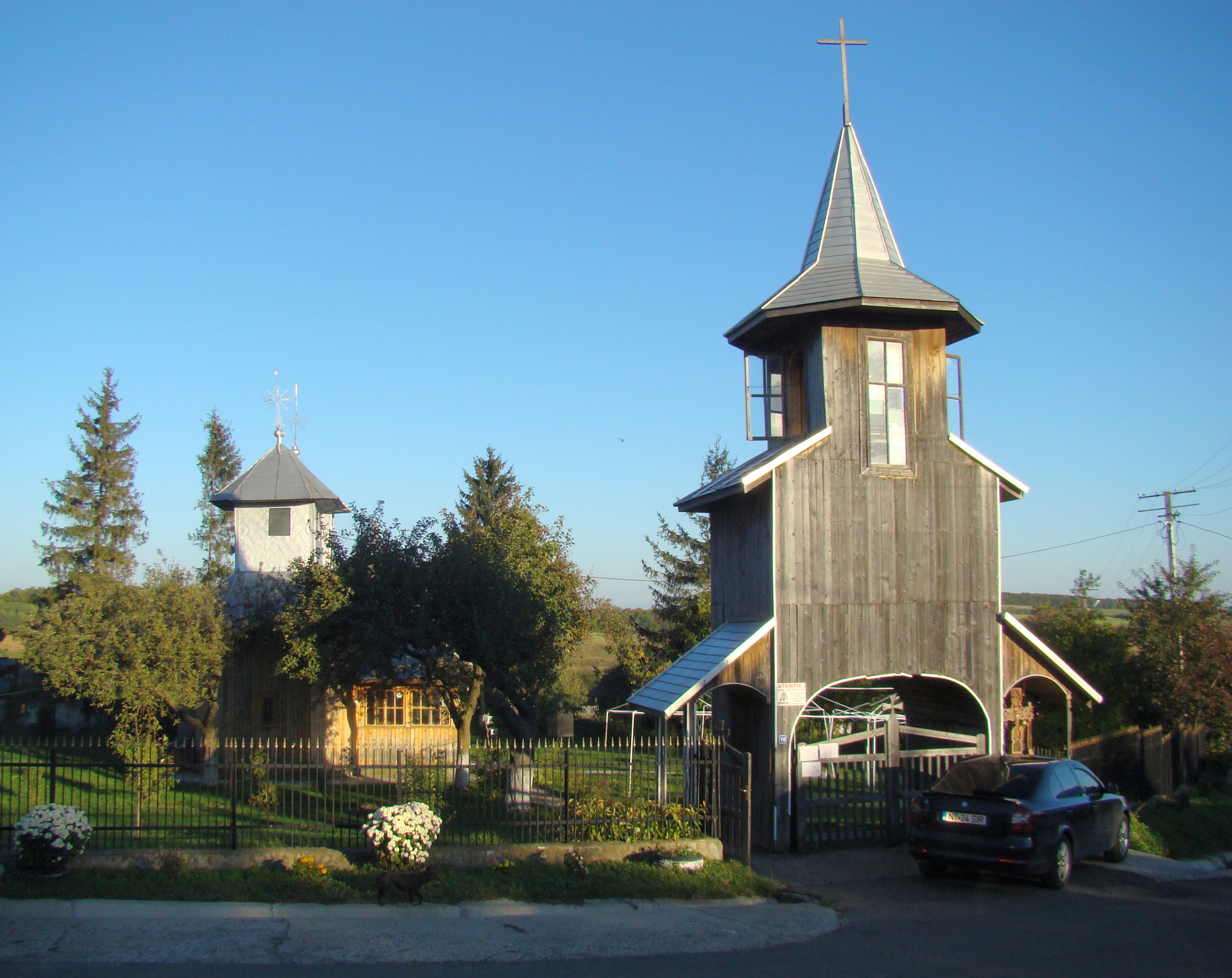
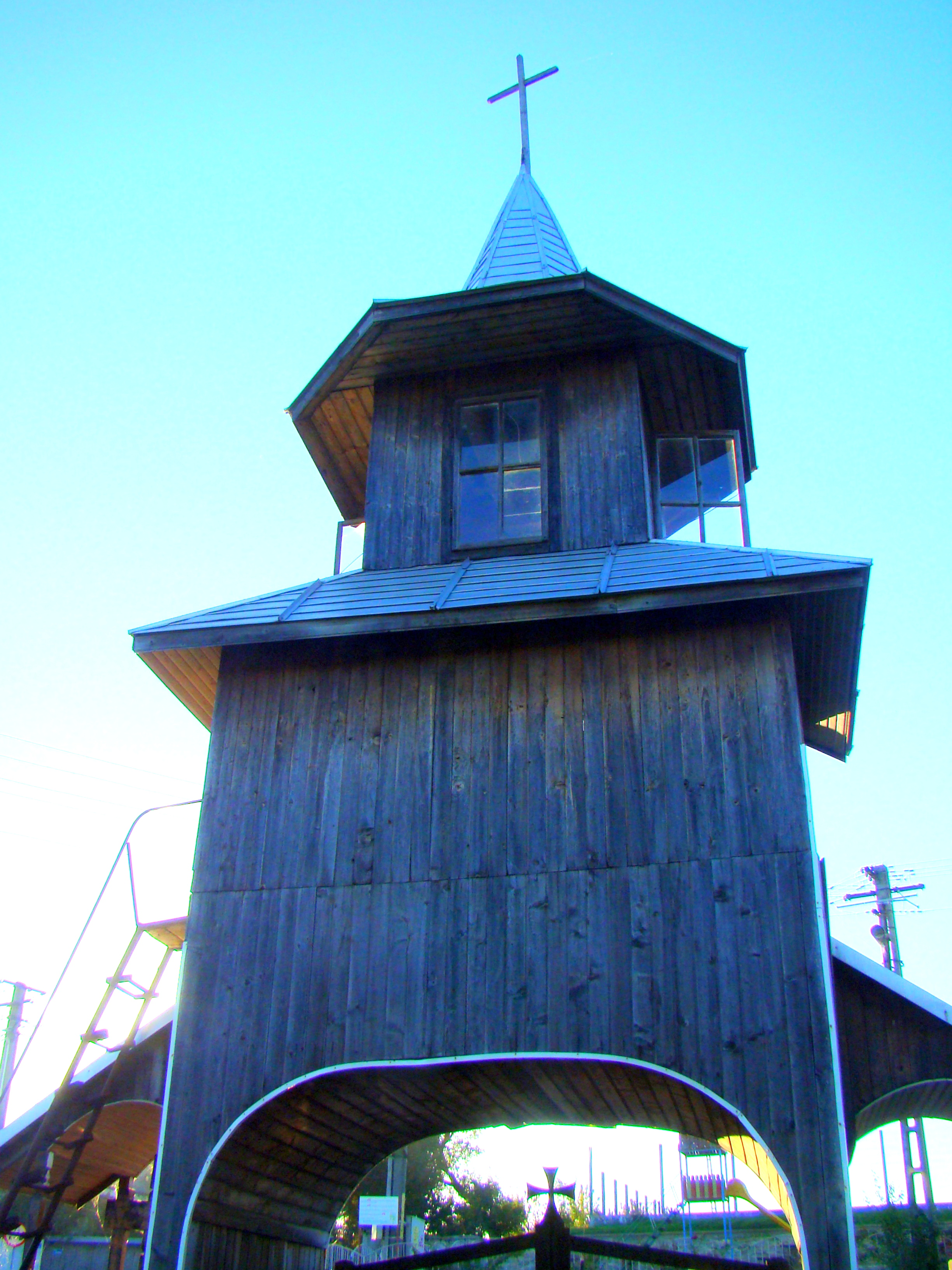
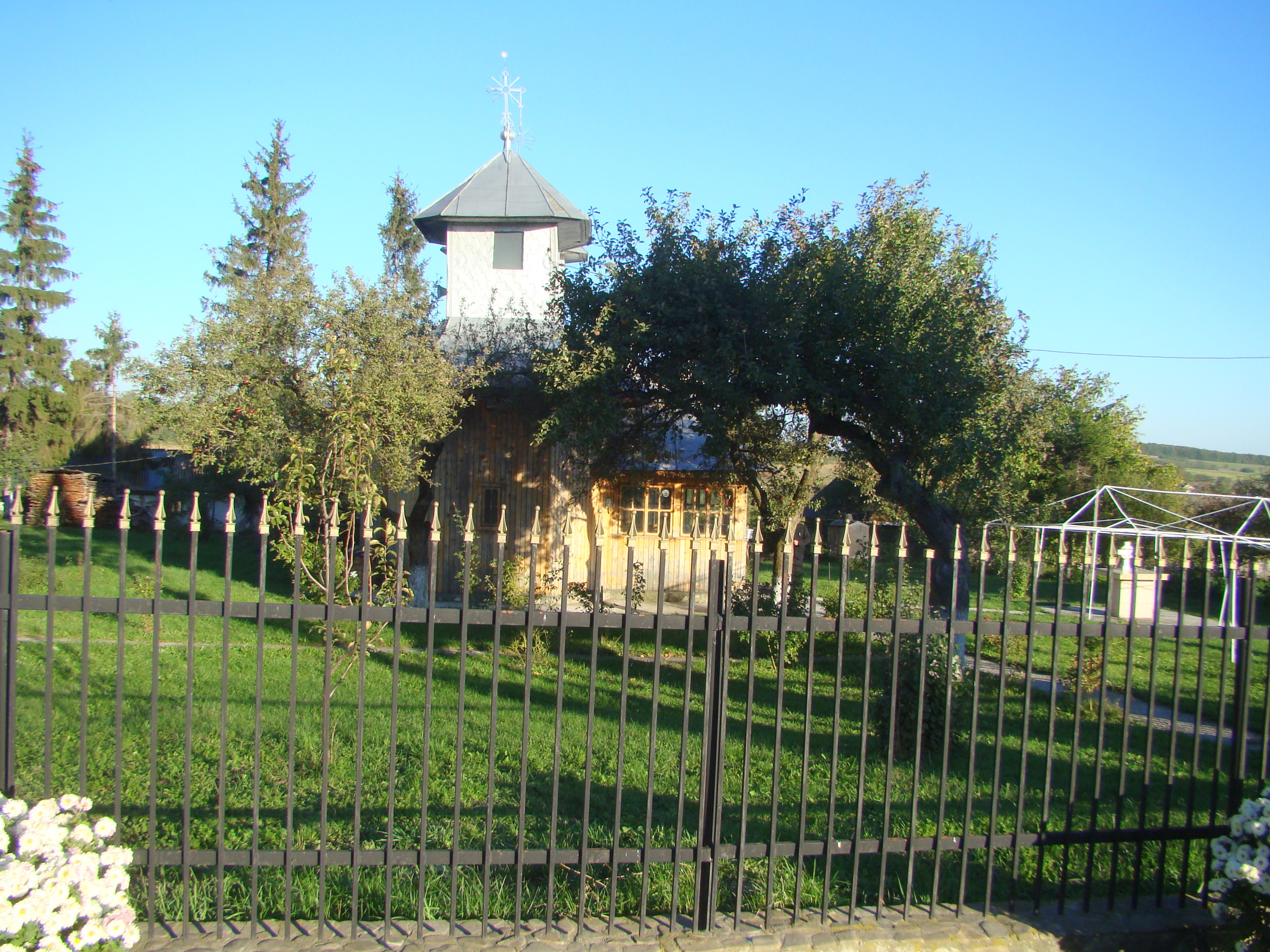
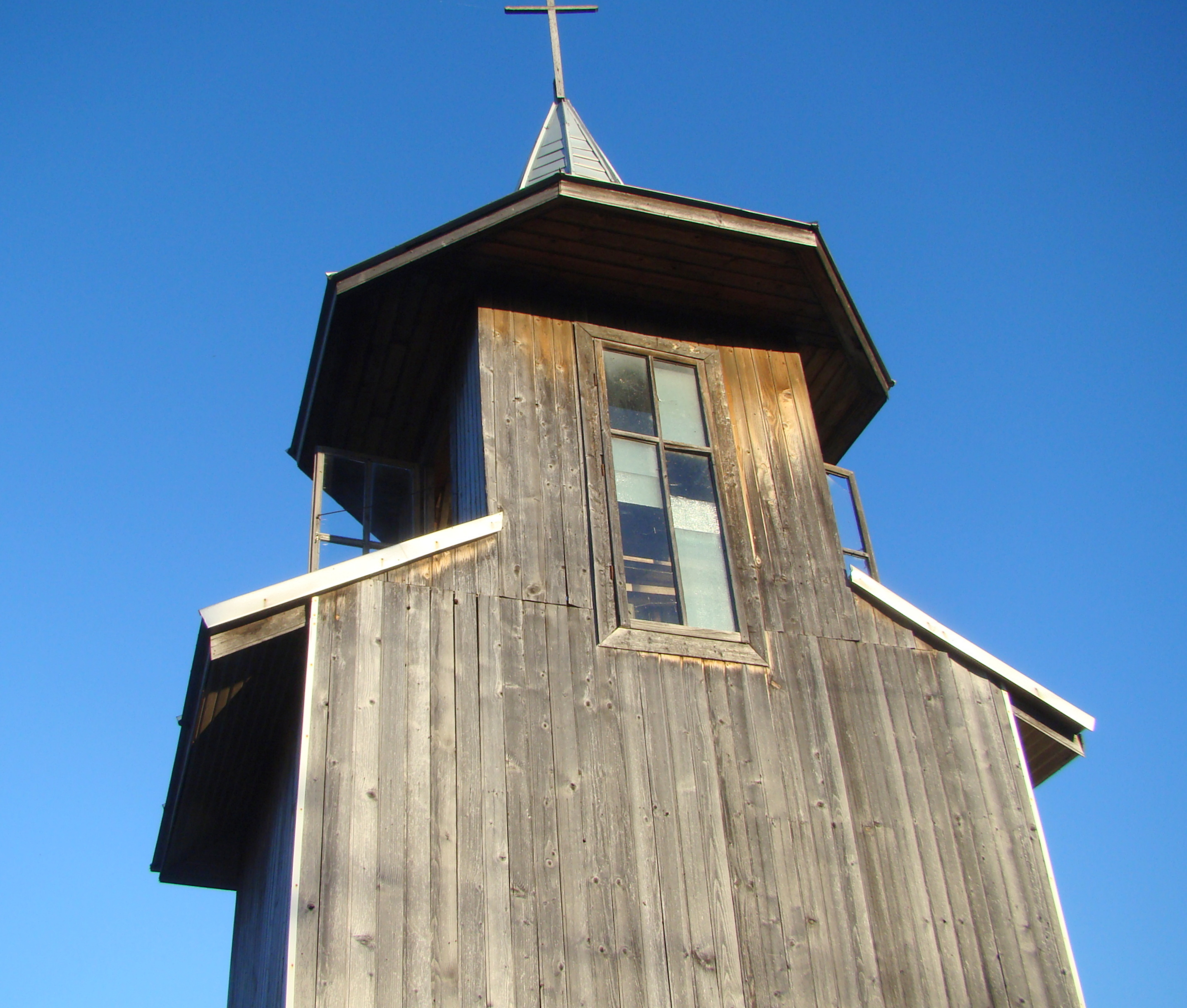
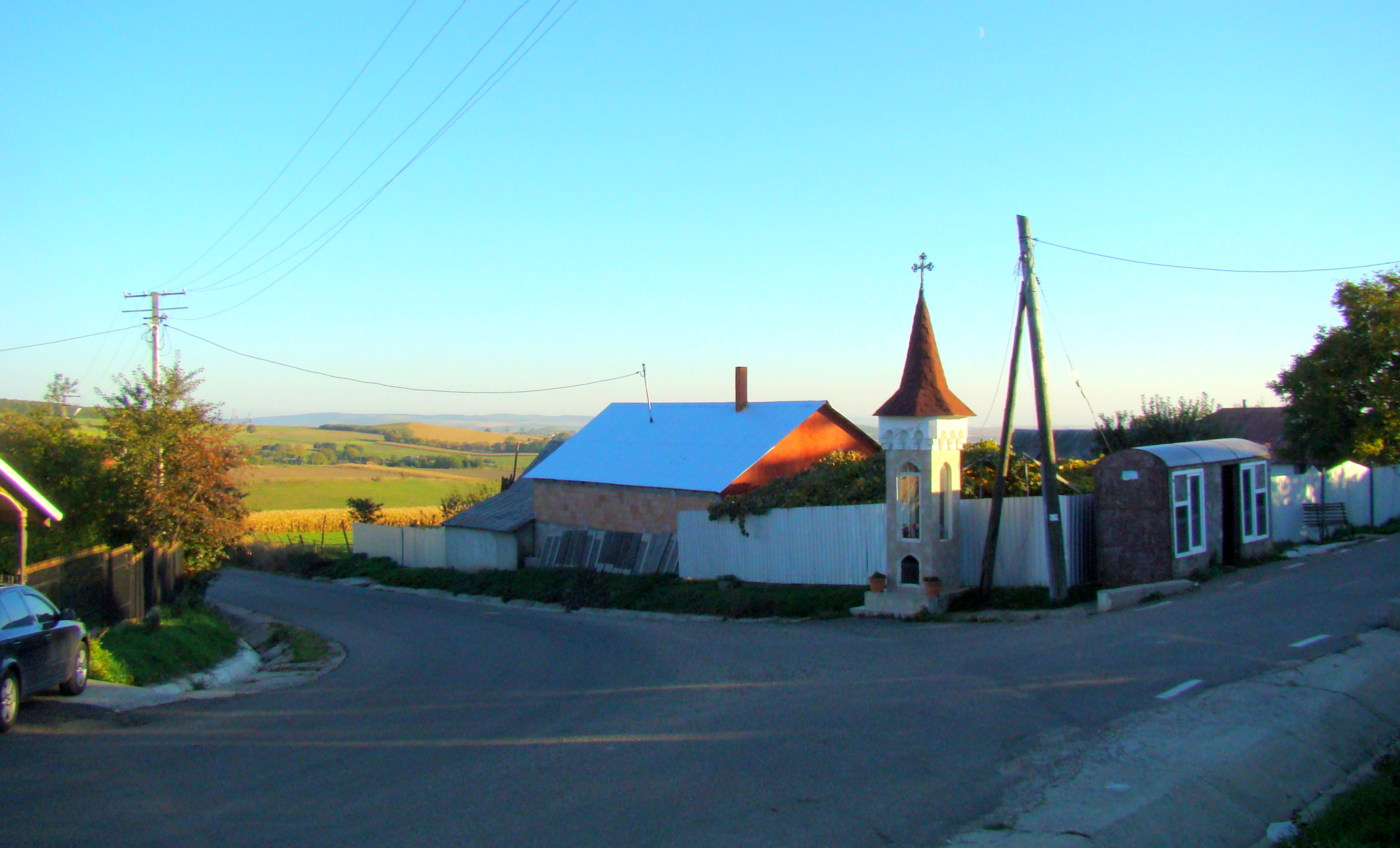

## Vezi și
- Bordea, Neamț
- Comuna Ștefan cel Mare, Neamț

## Imagini din interior

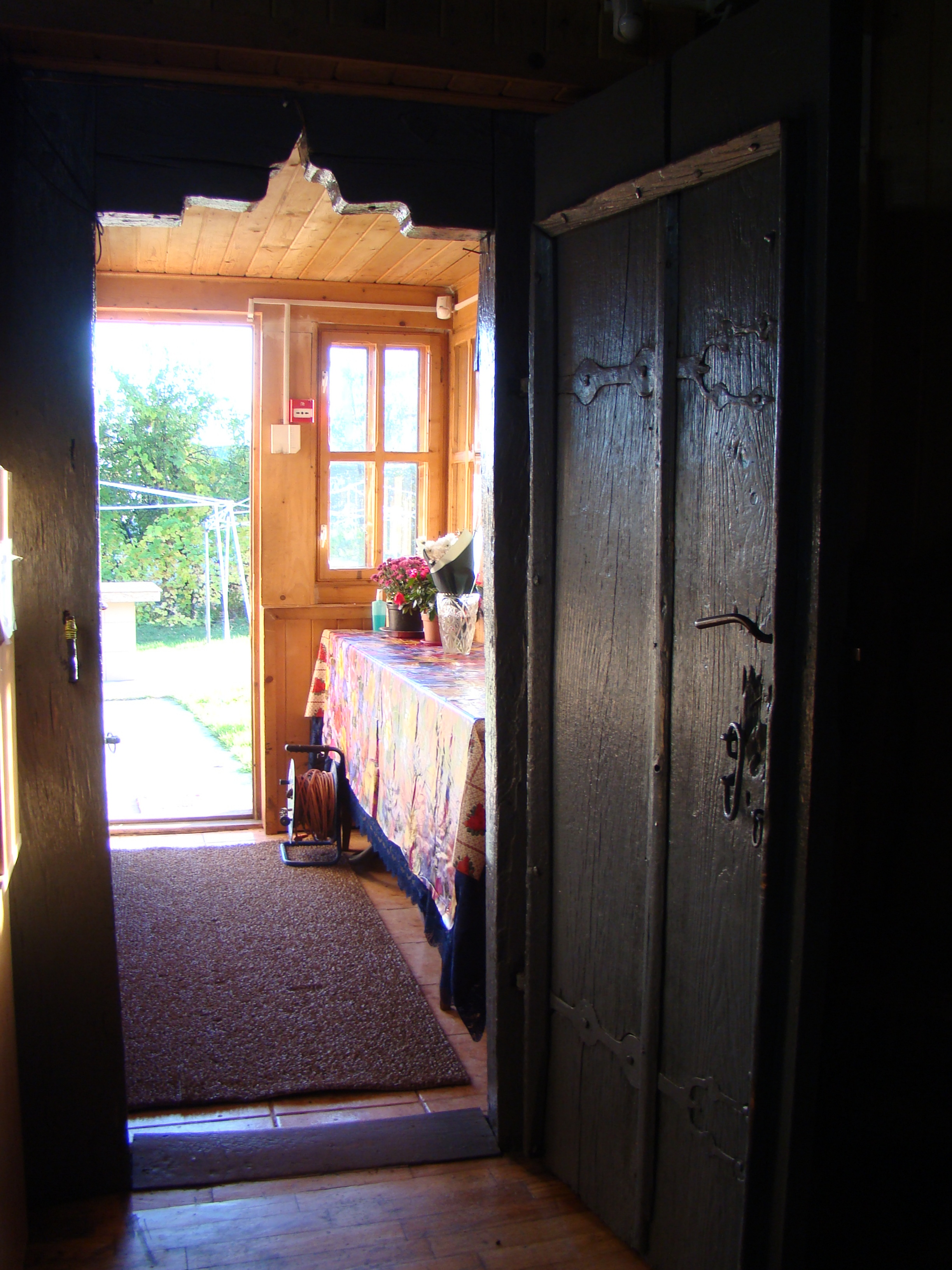
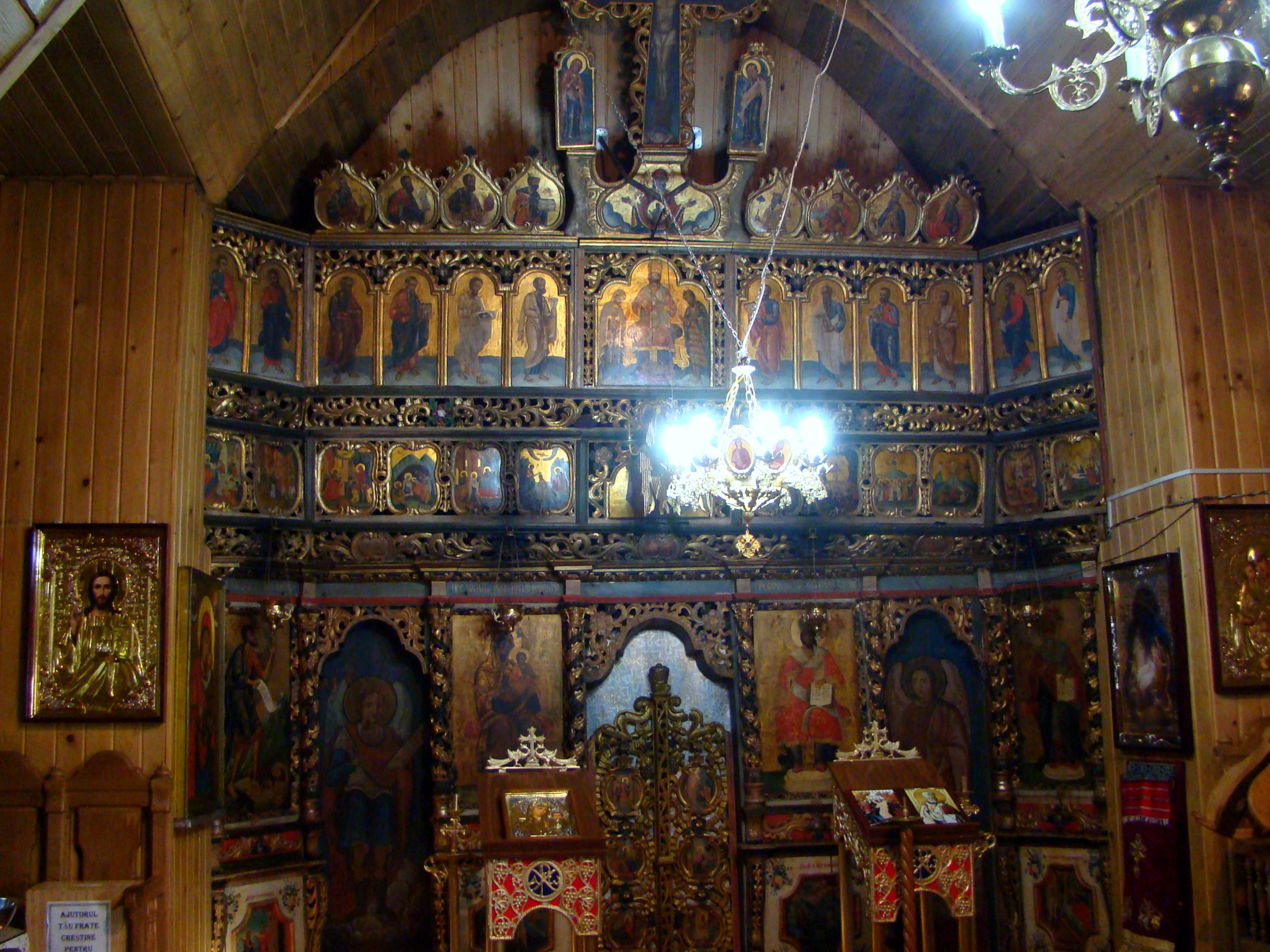
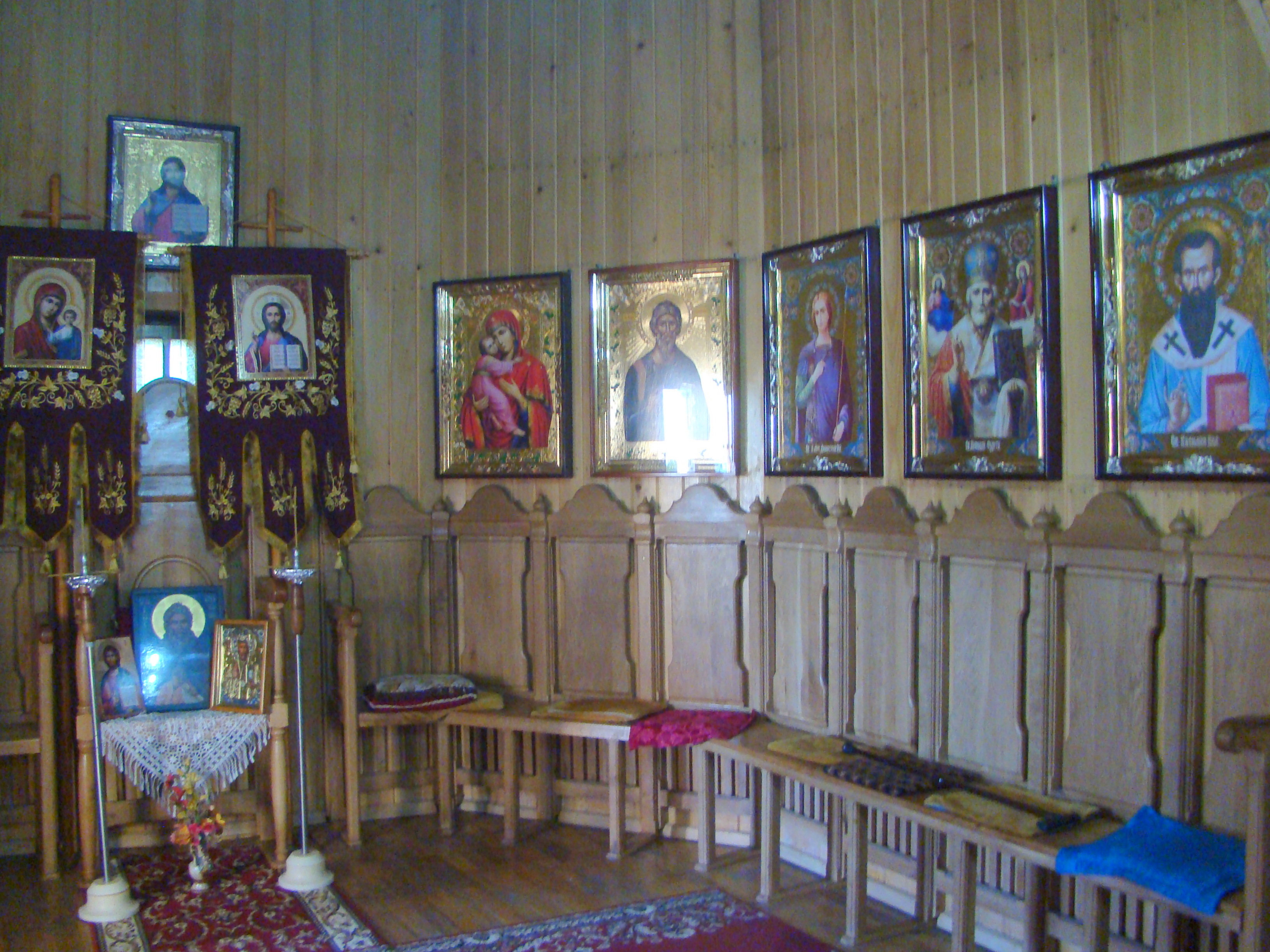
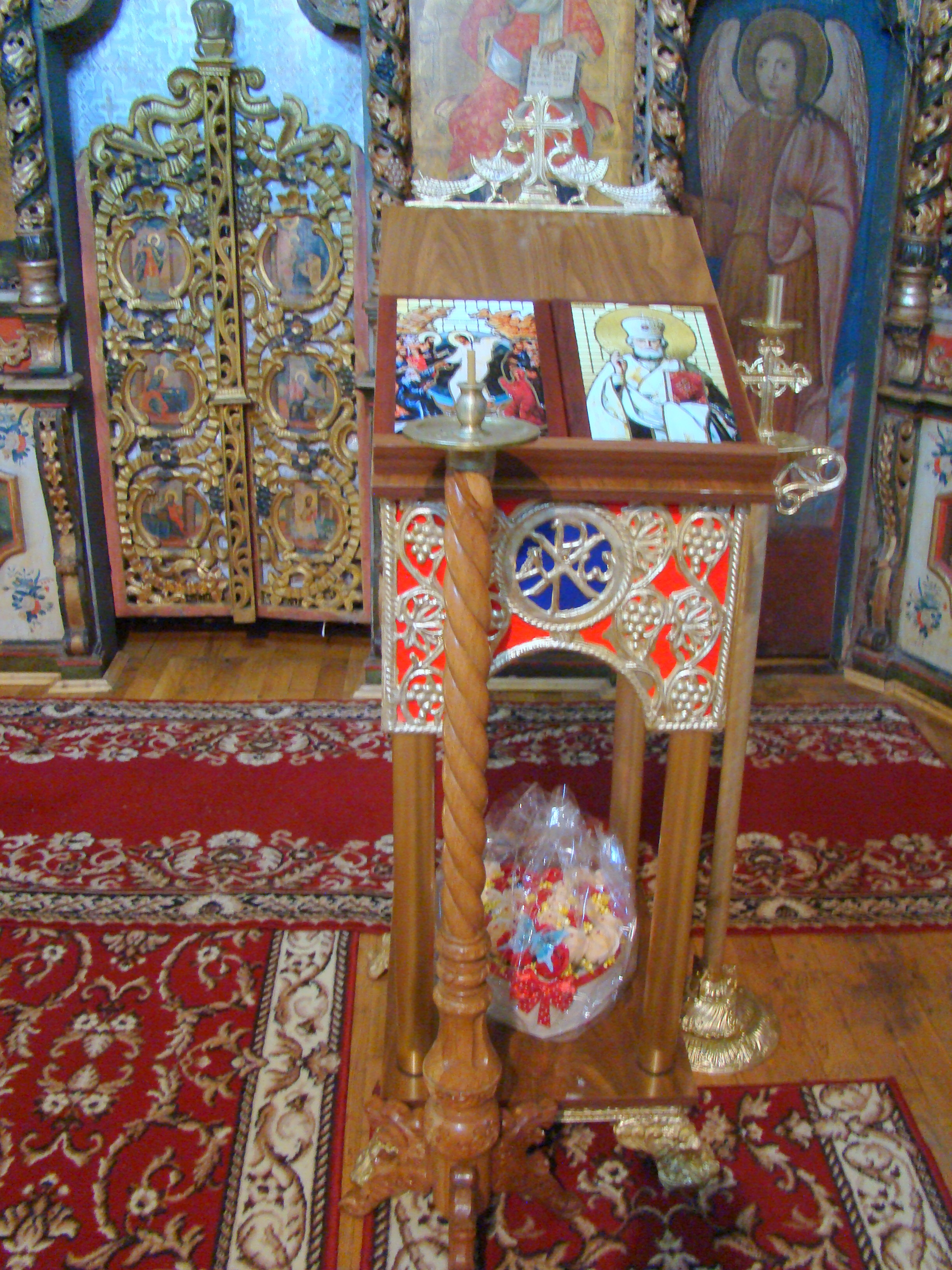
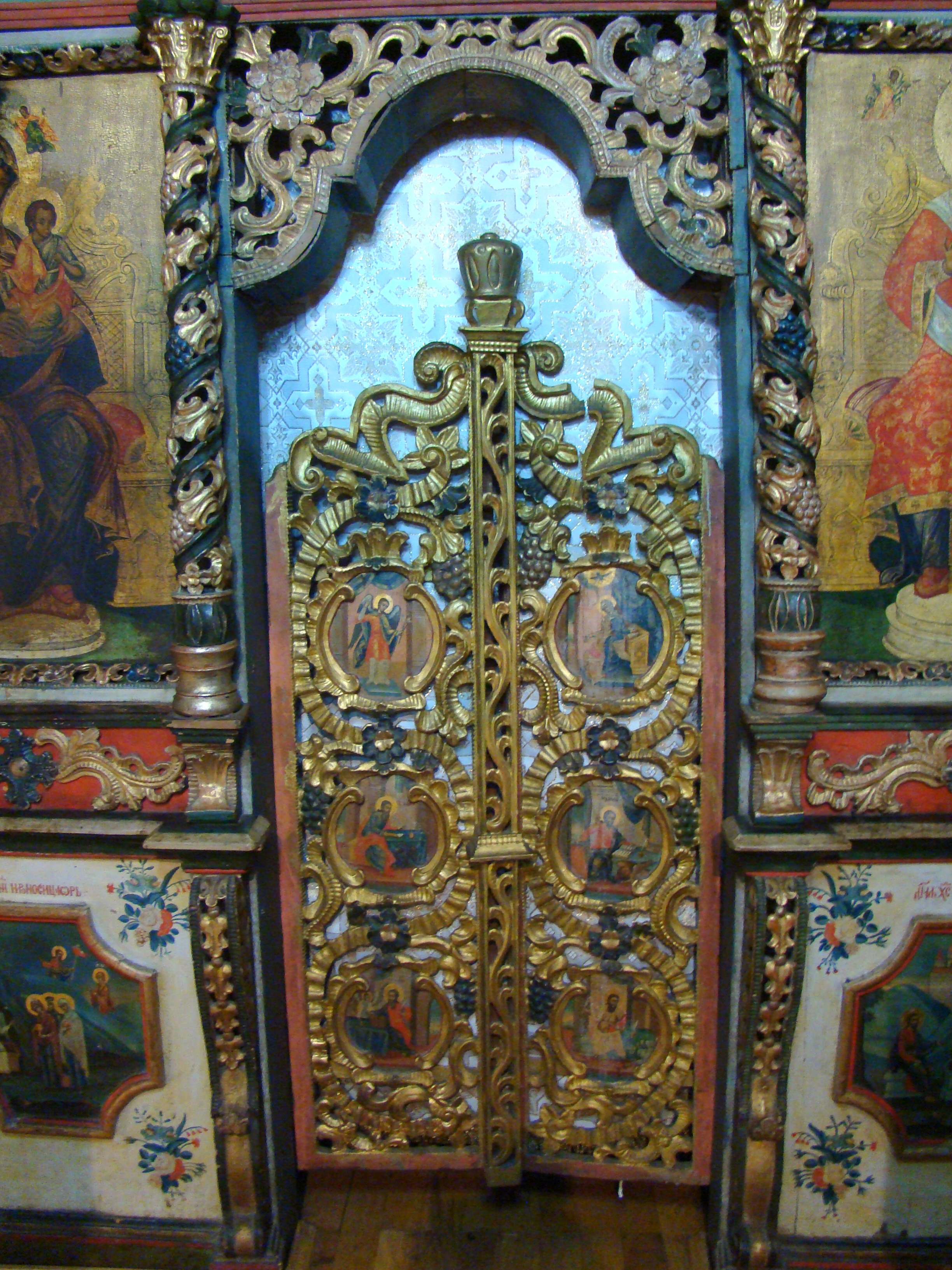
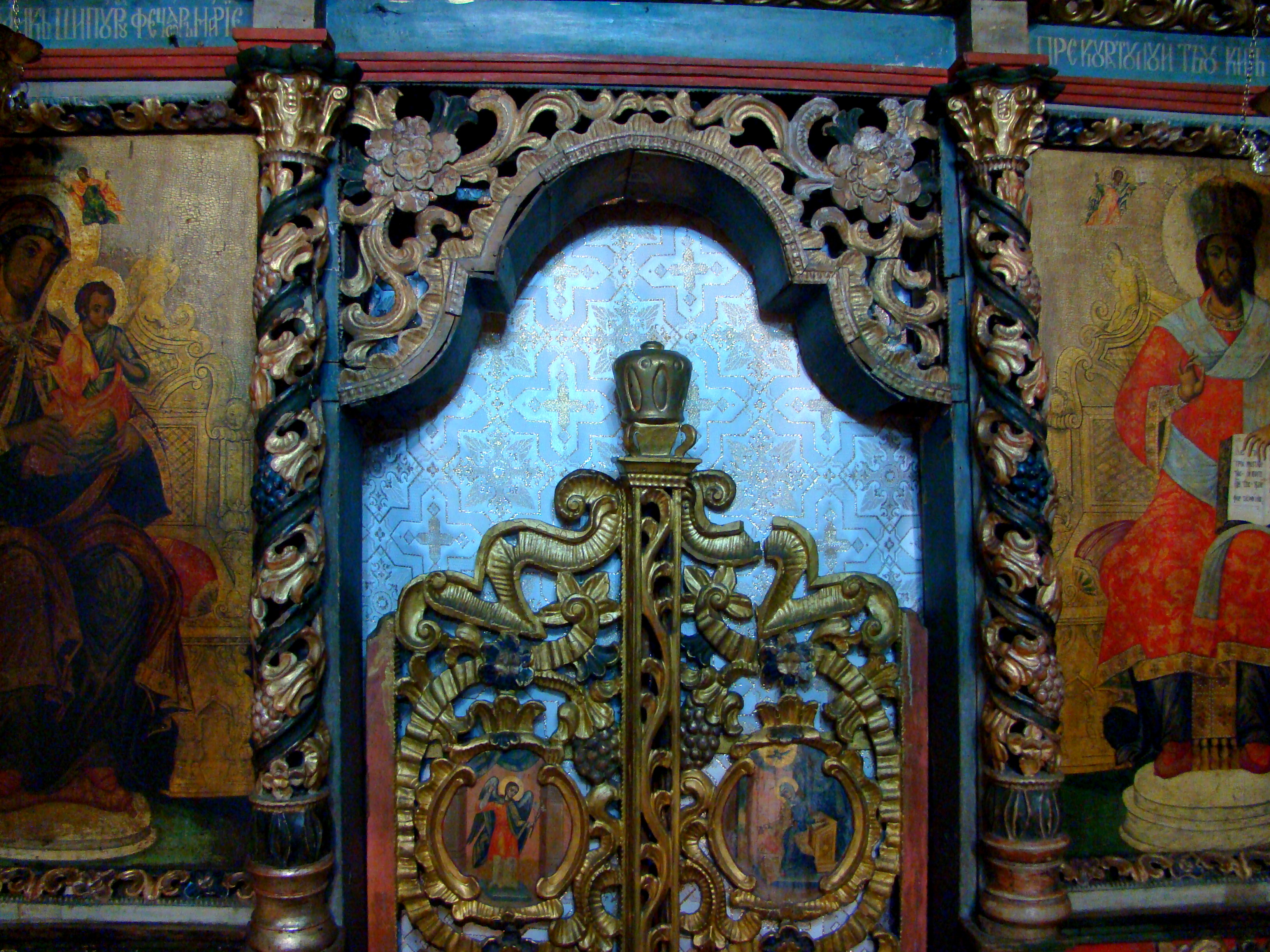
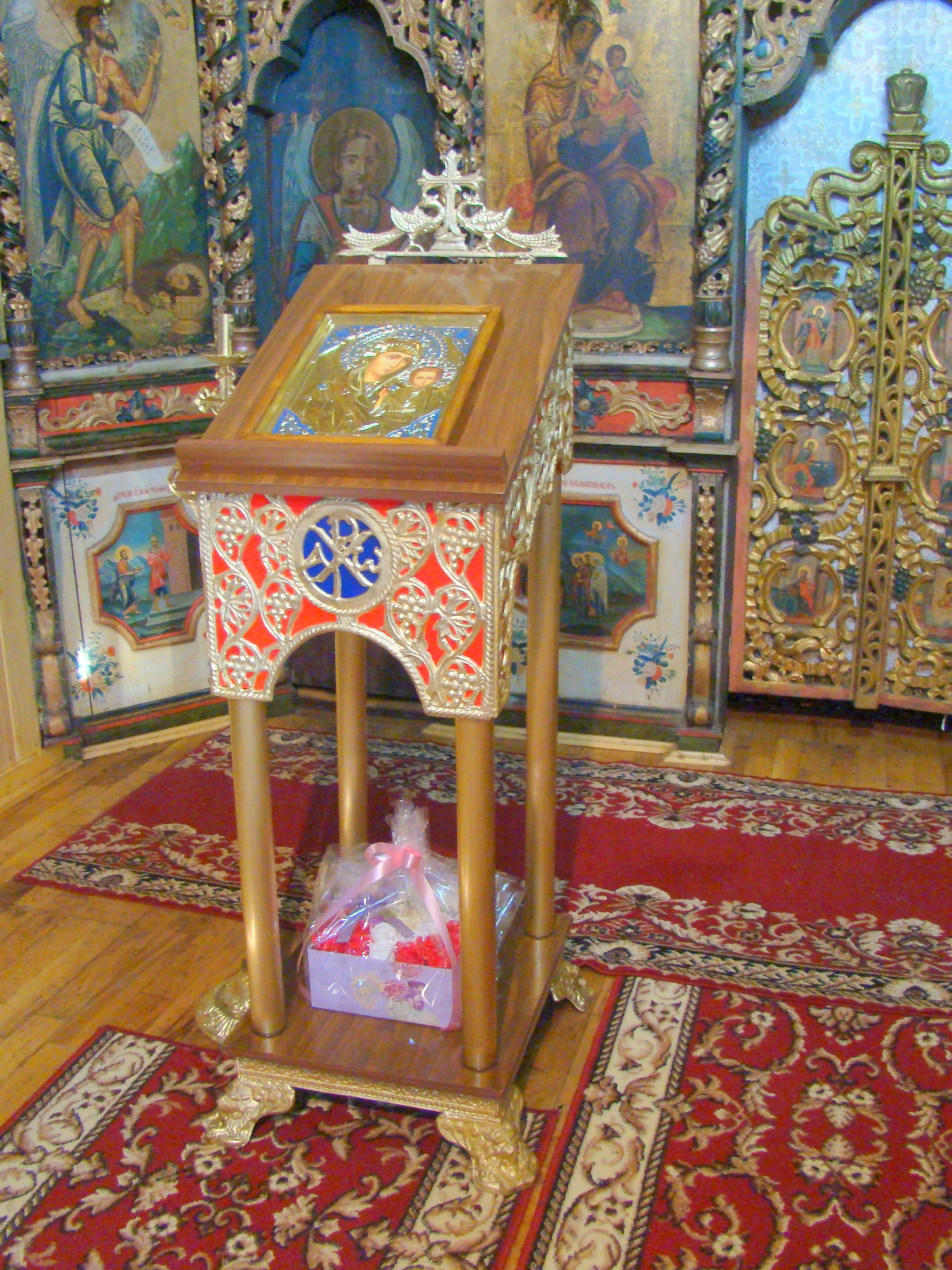
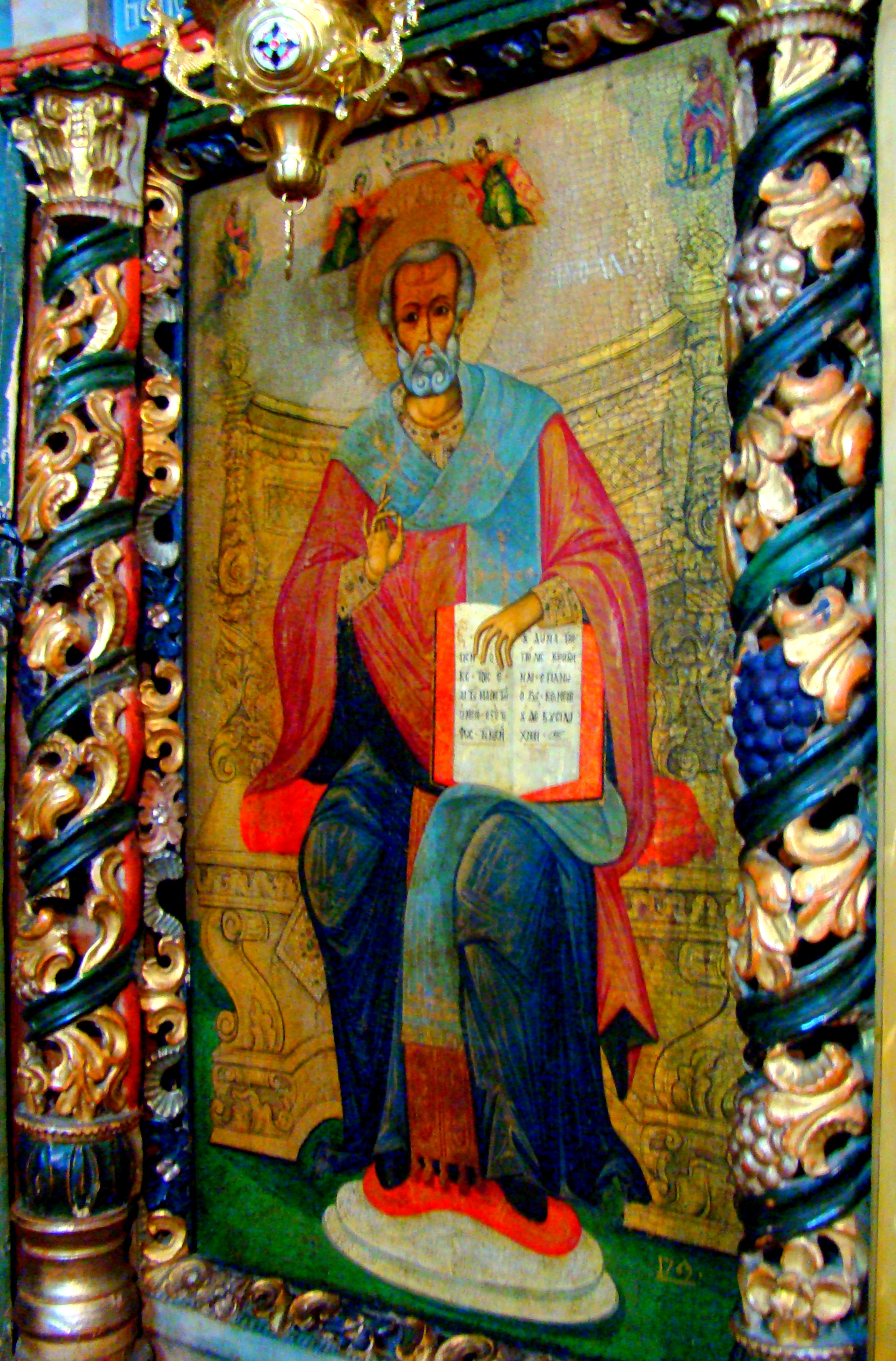
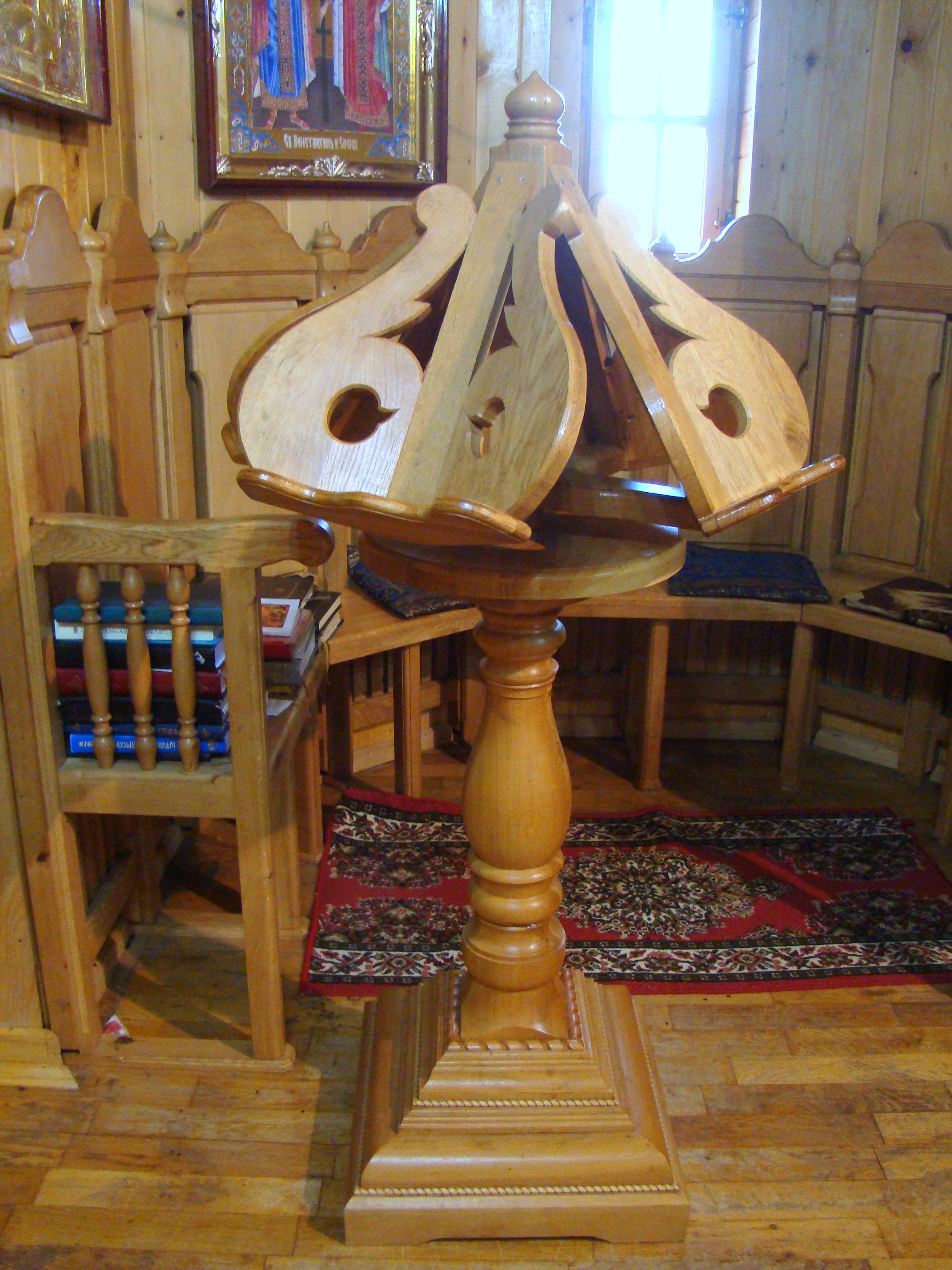
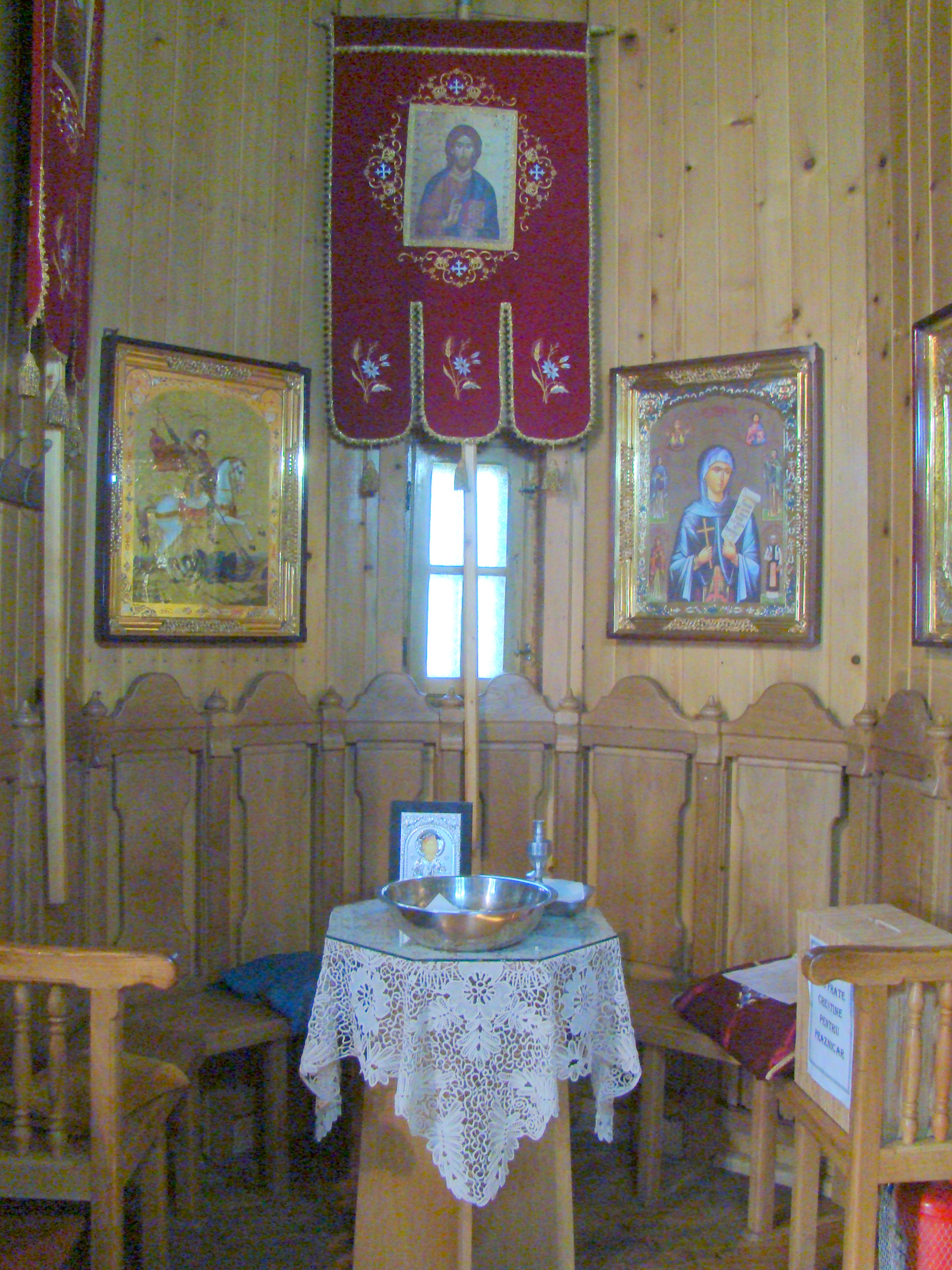
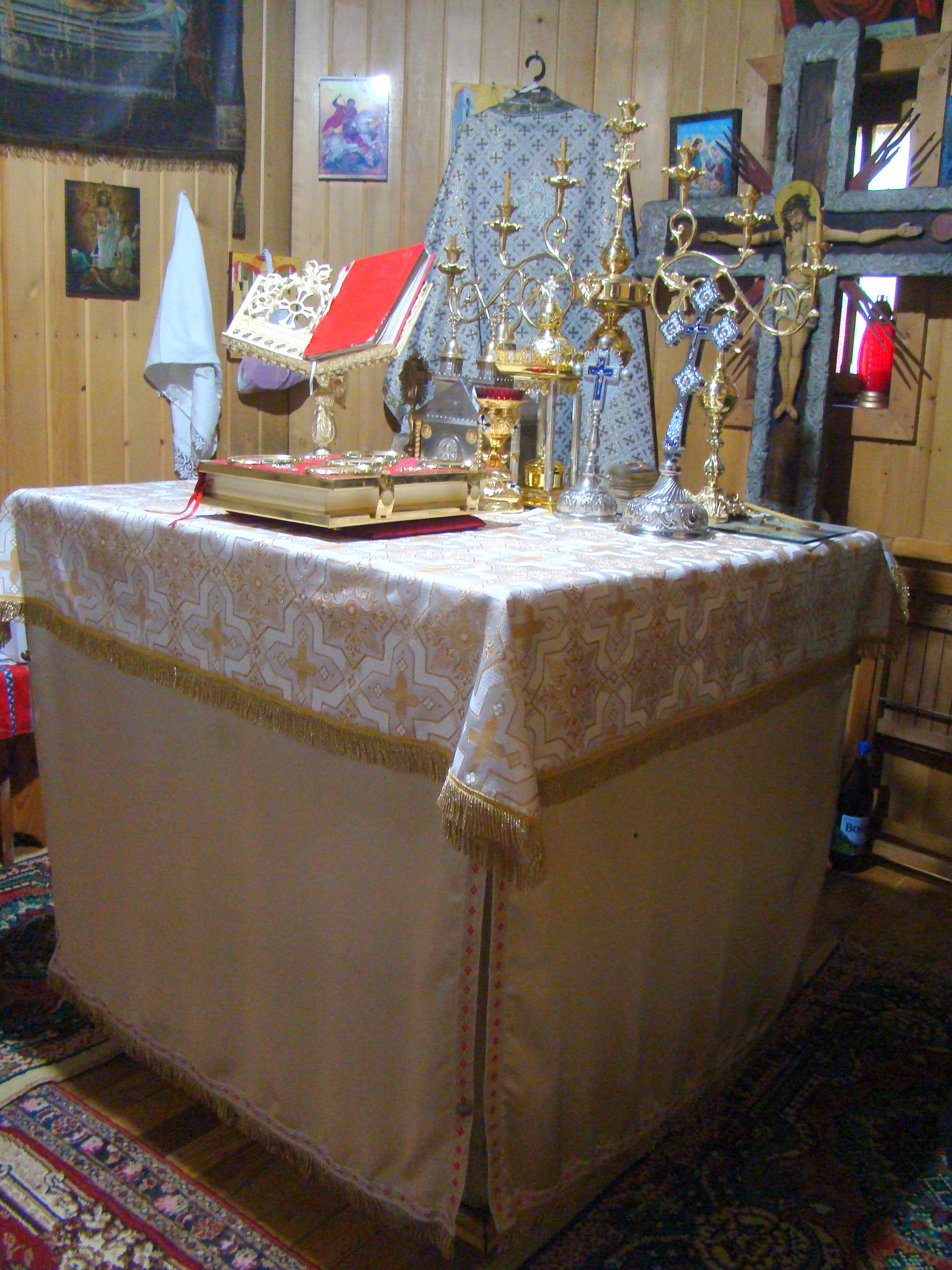
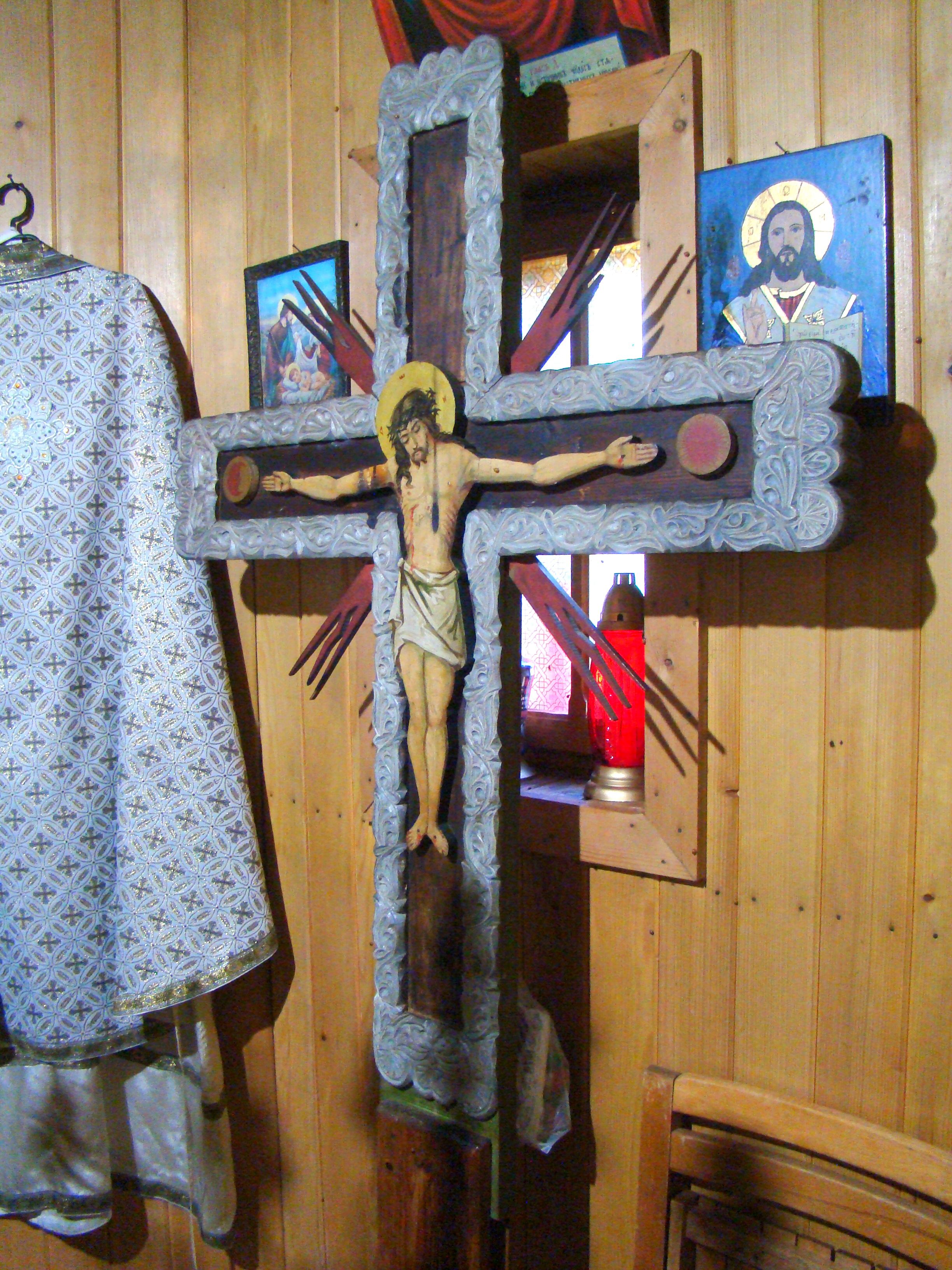
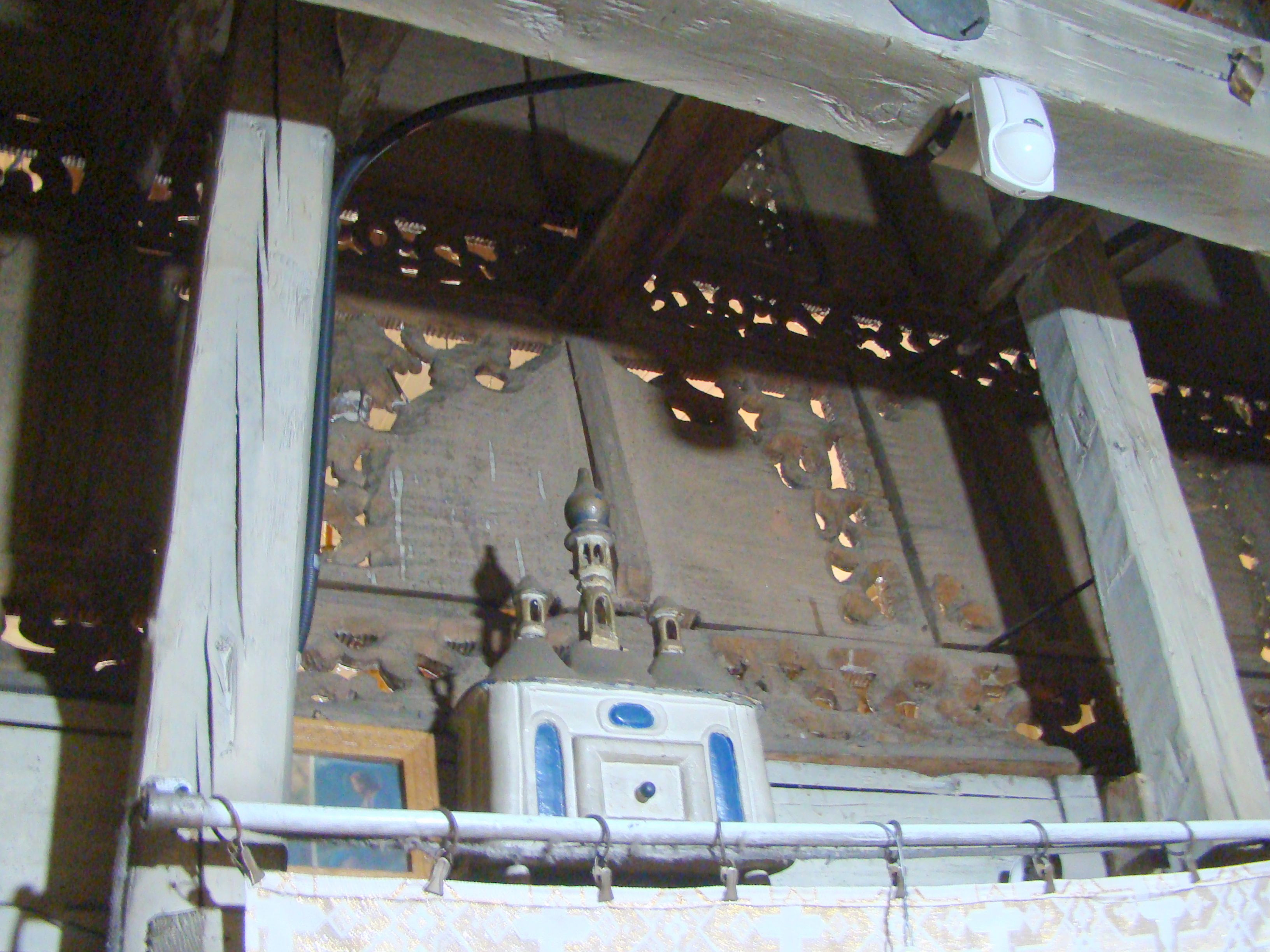
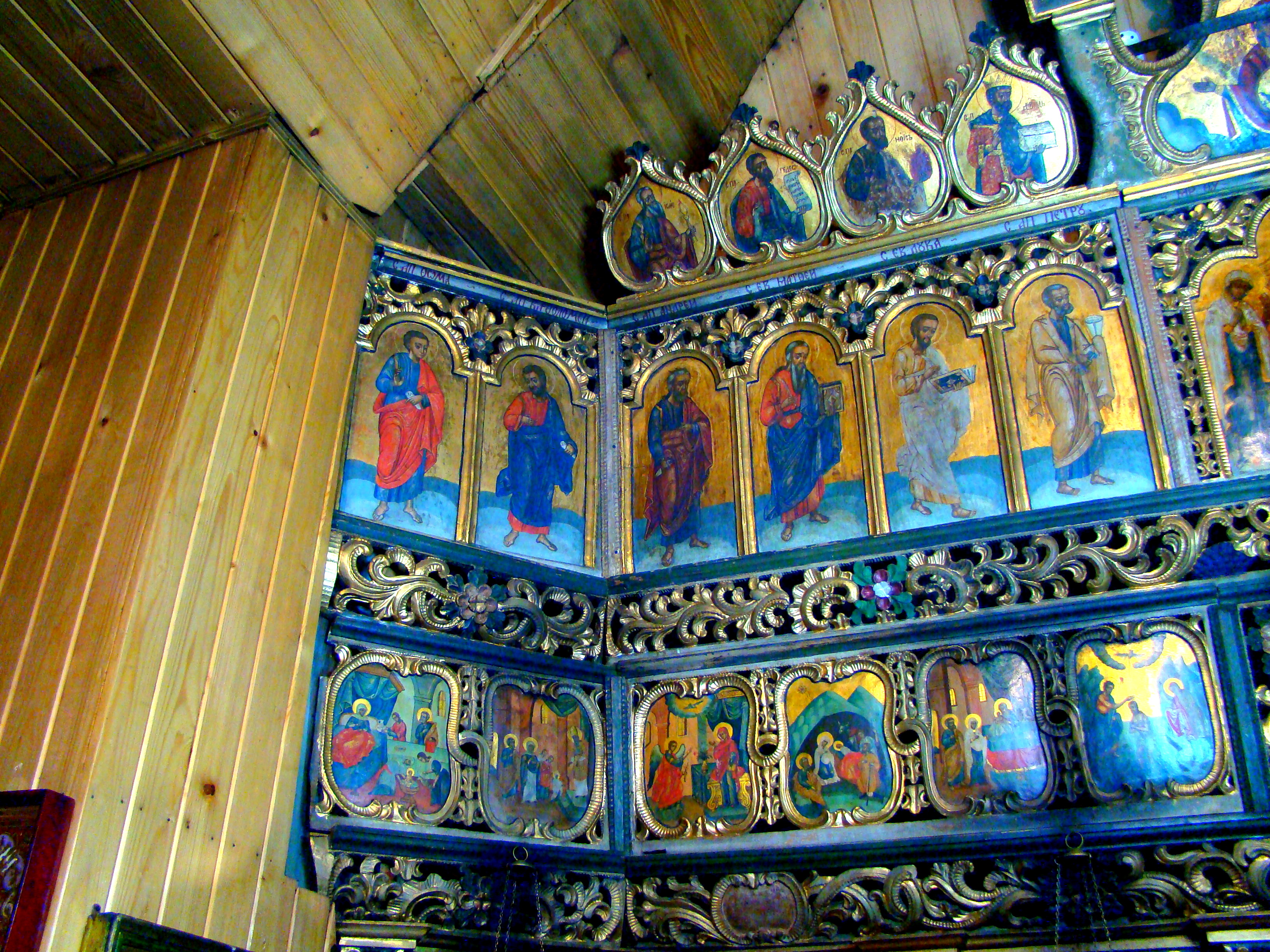
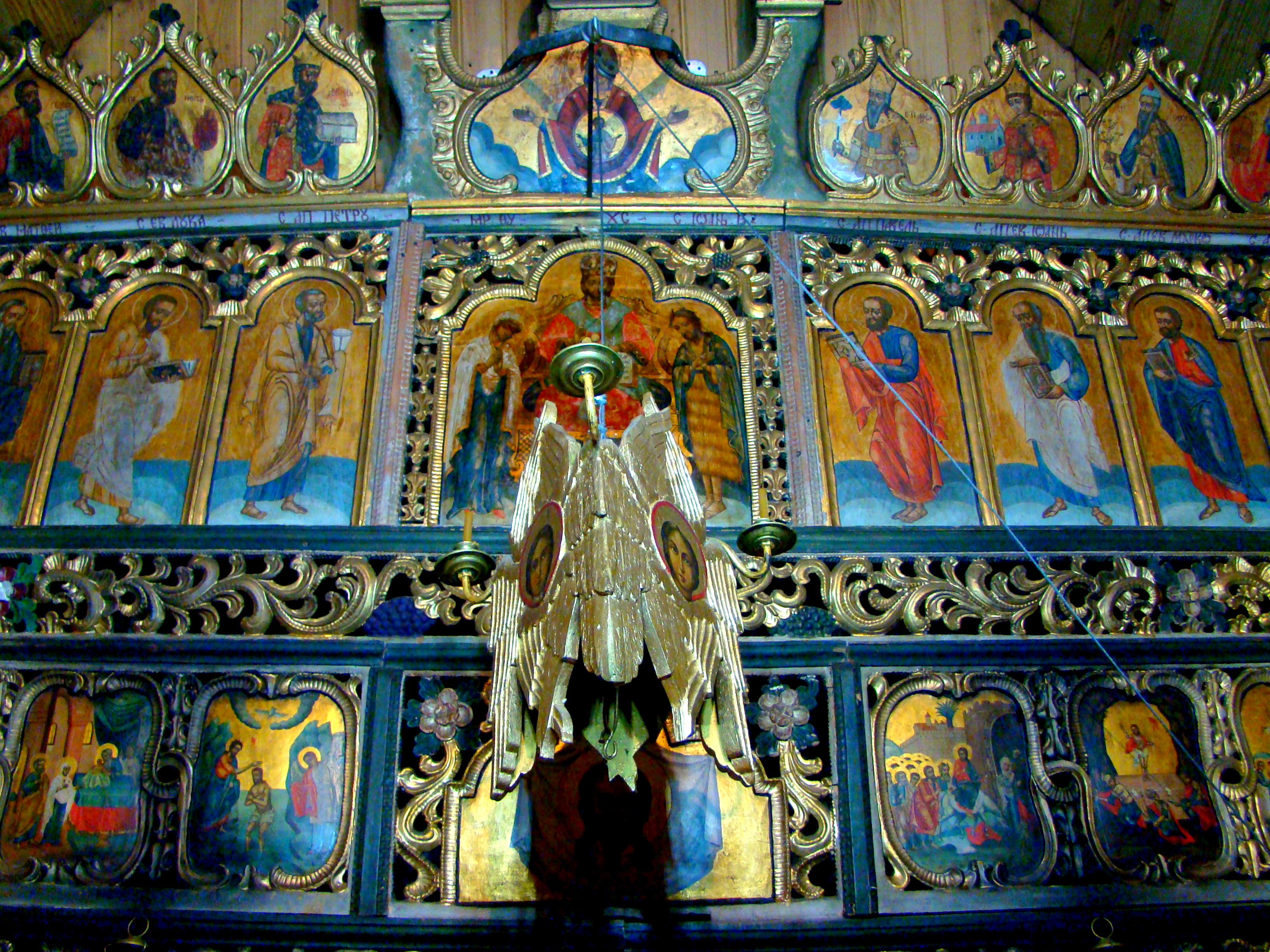
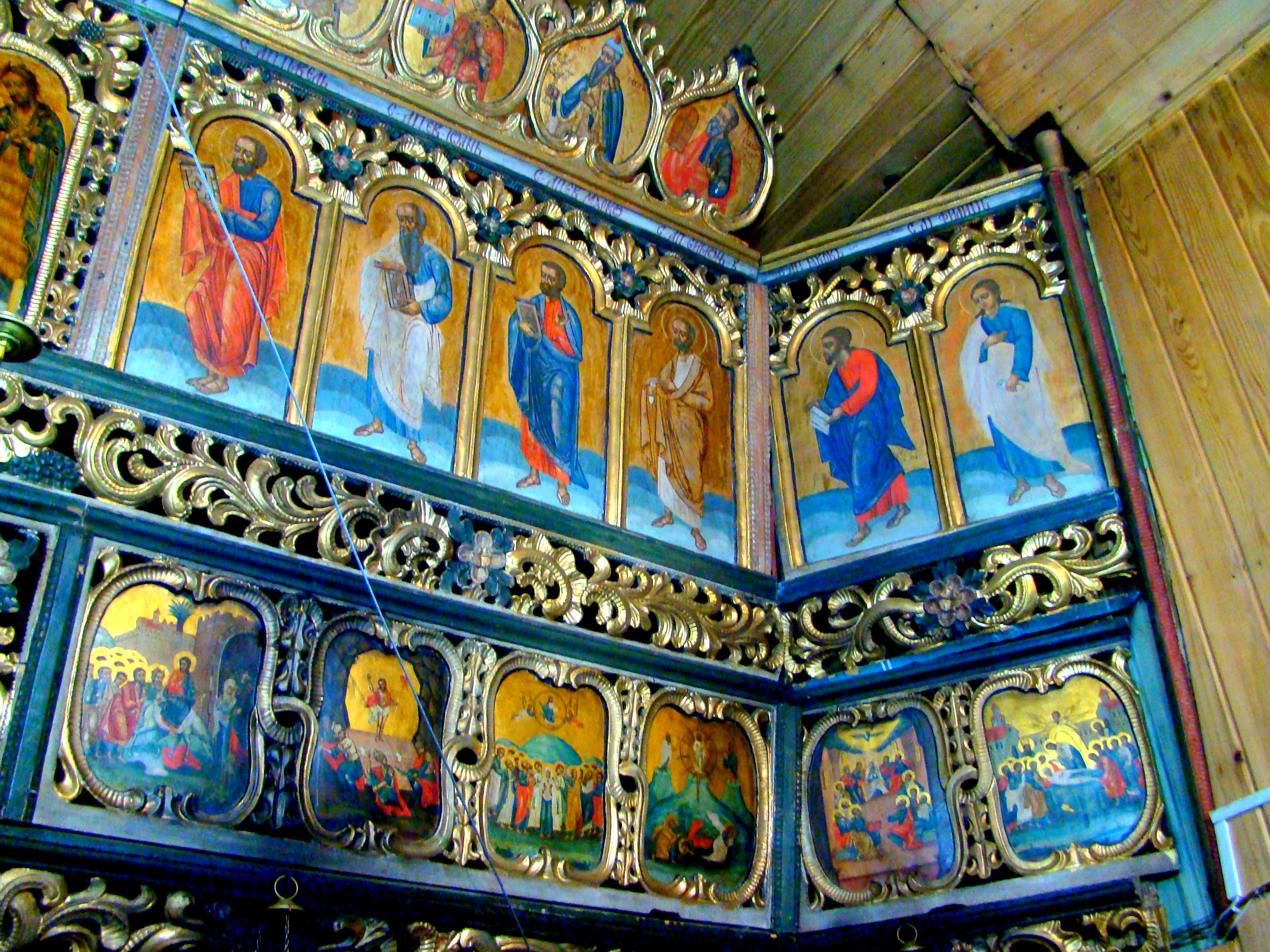
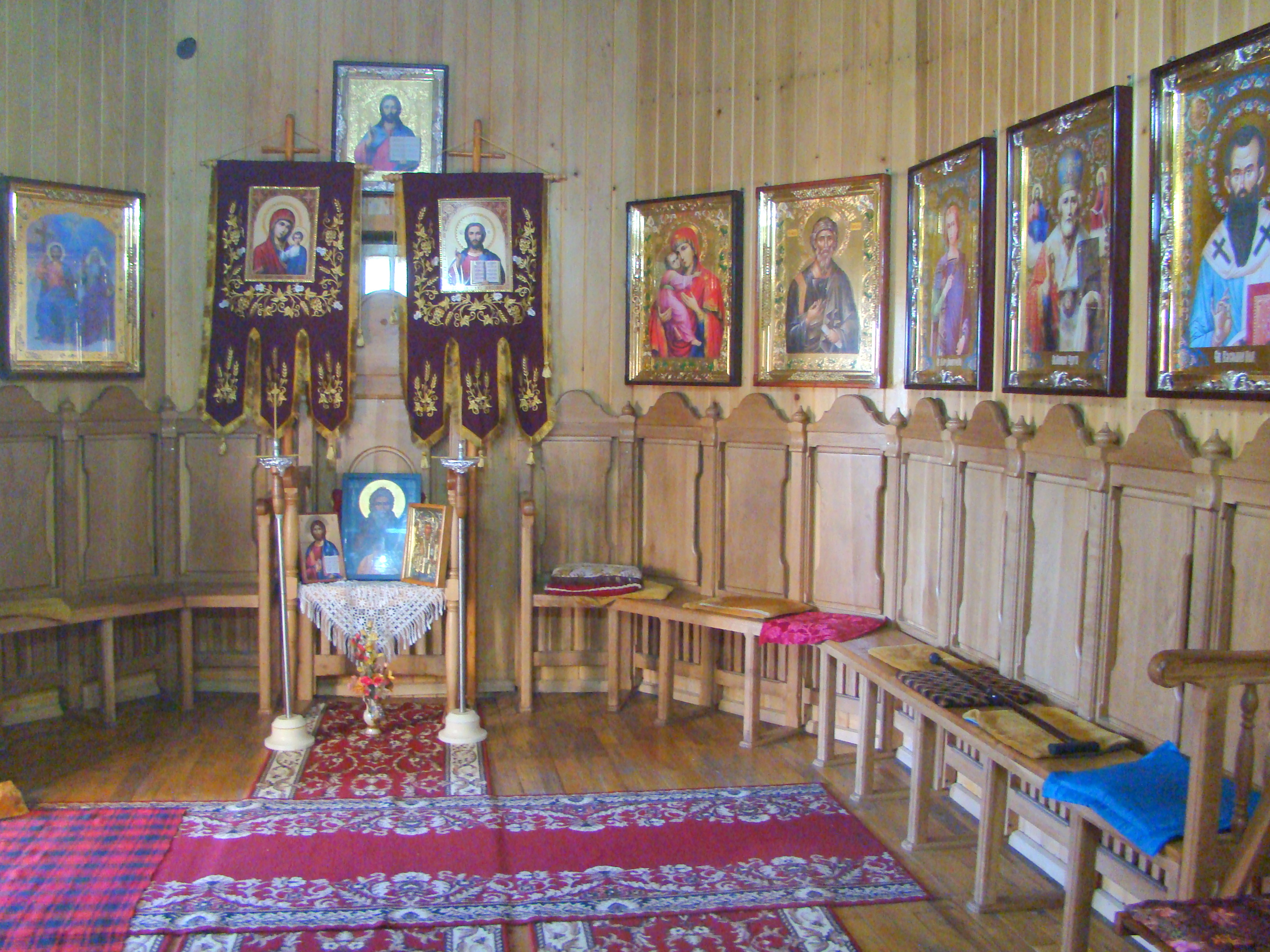
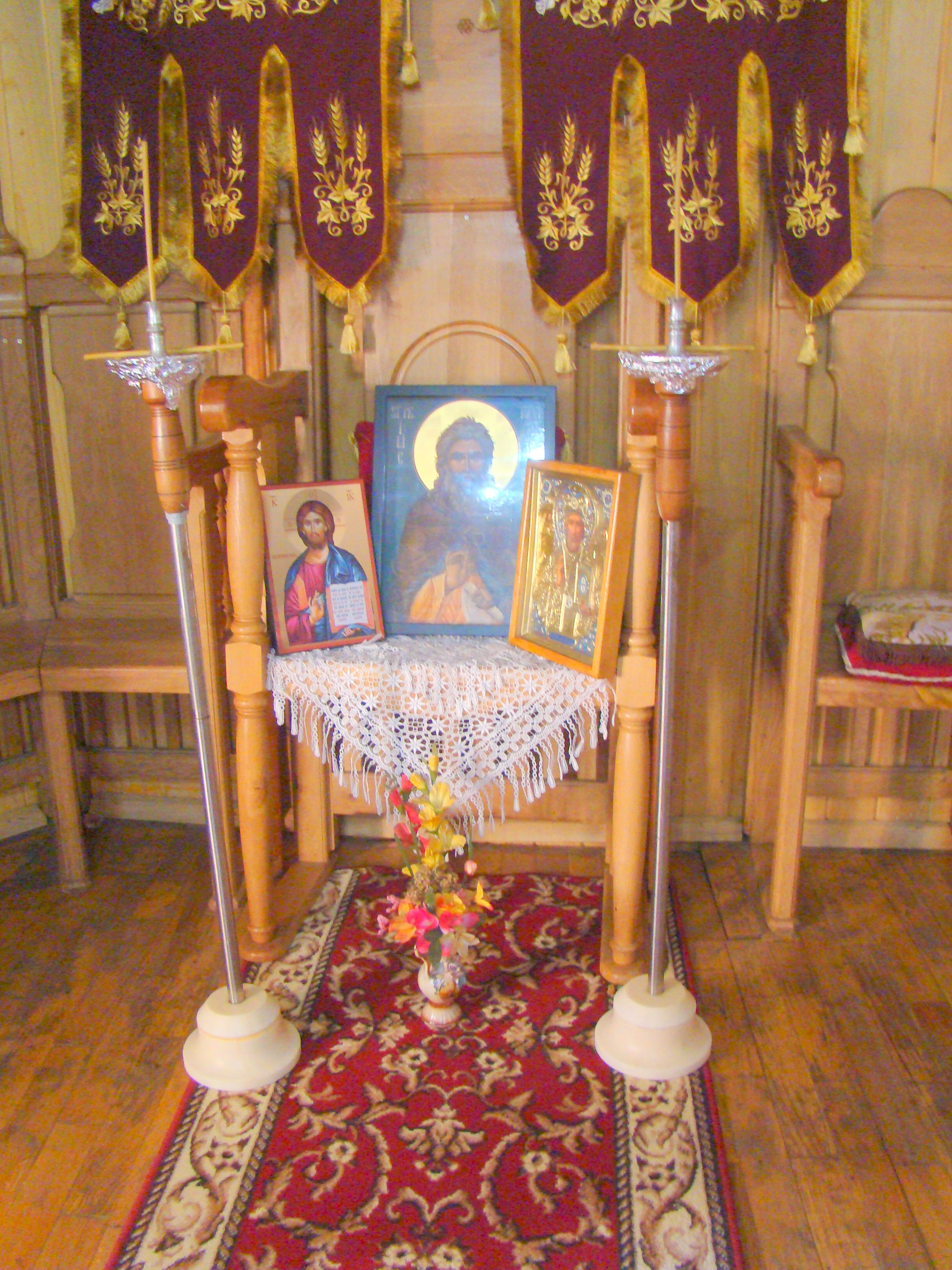
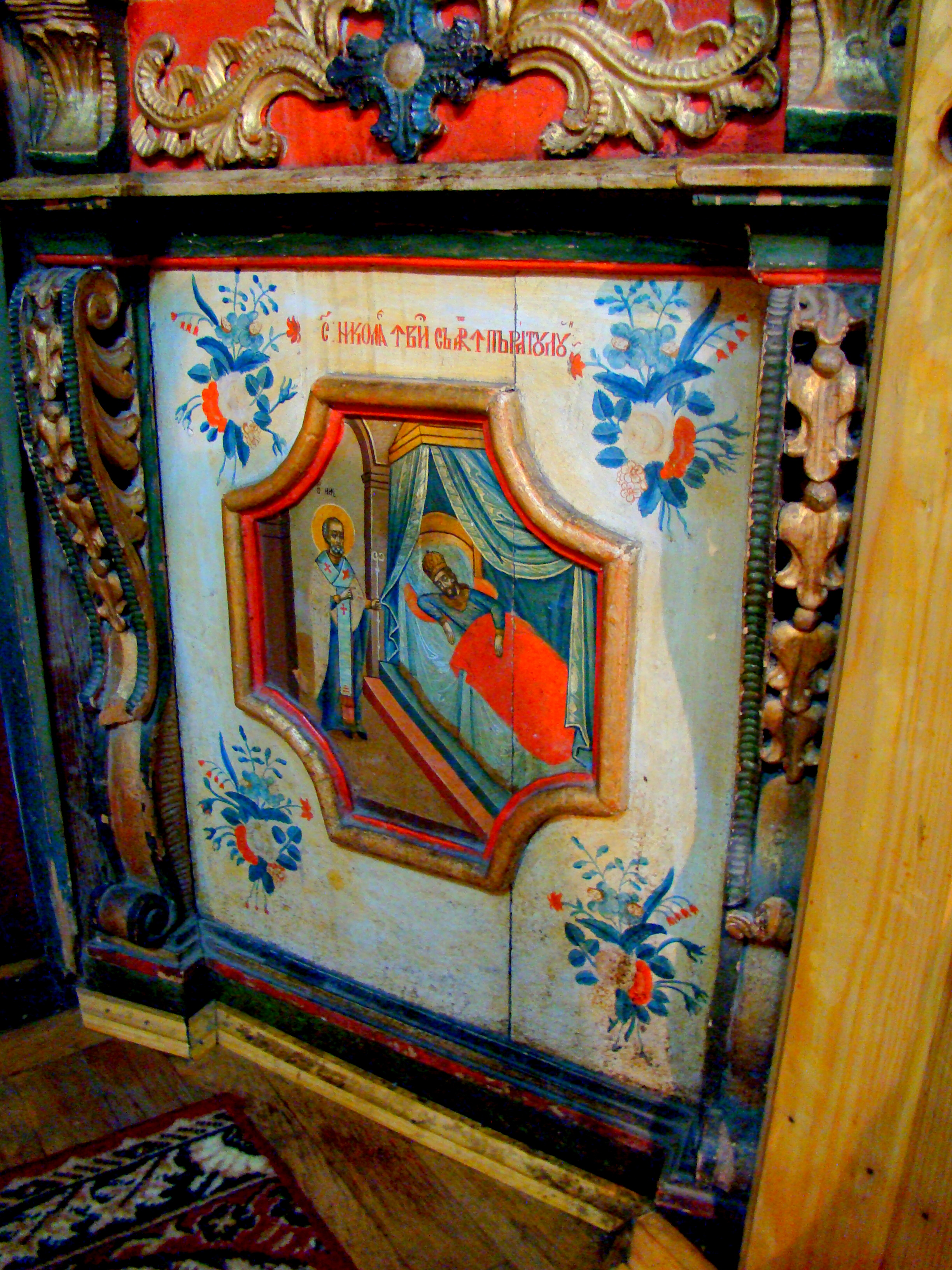
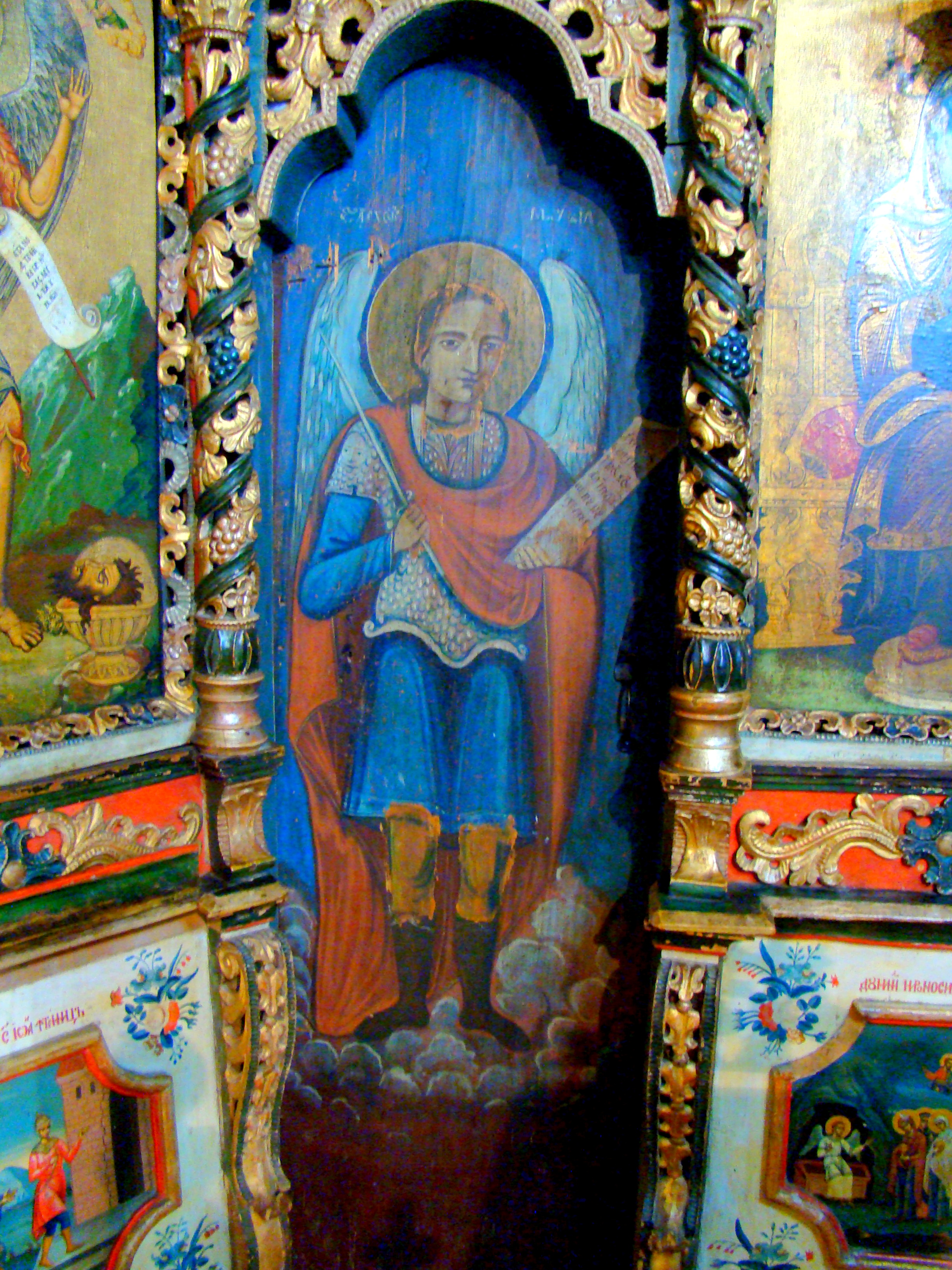
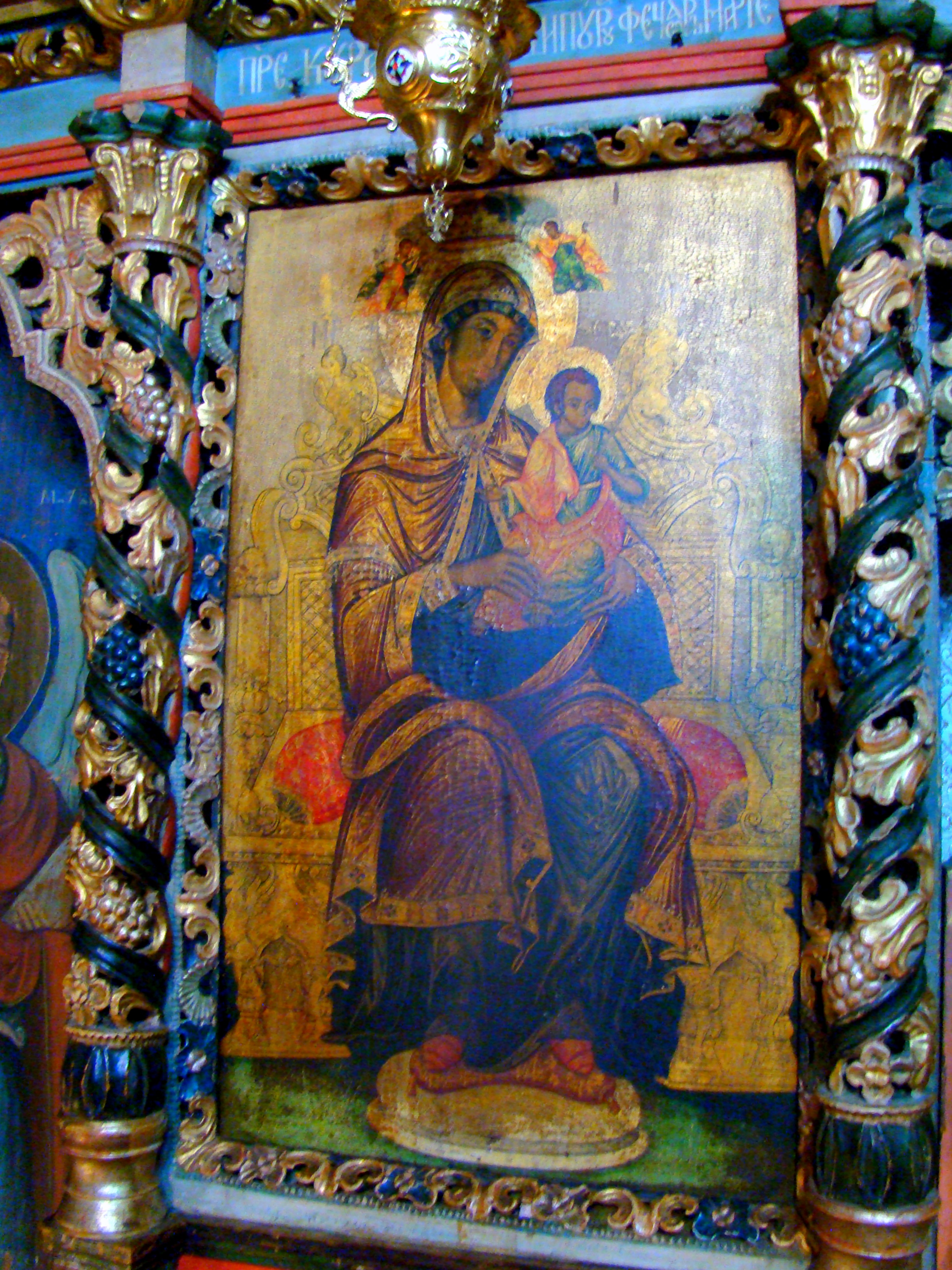
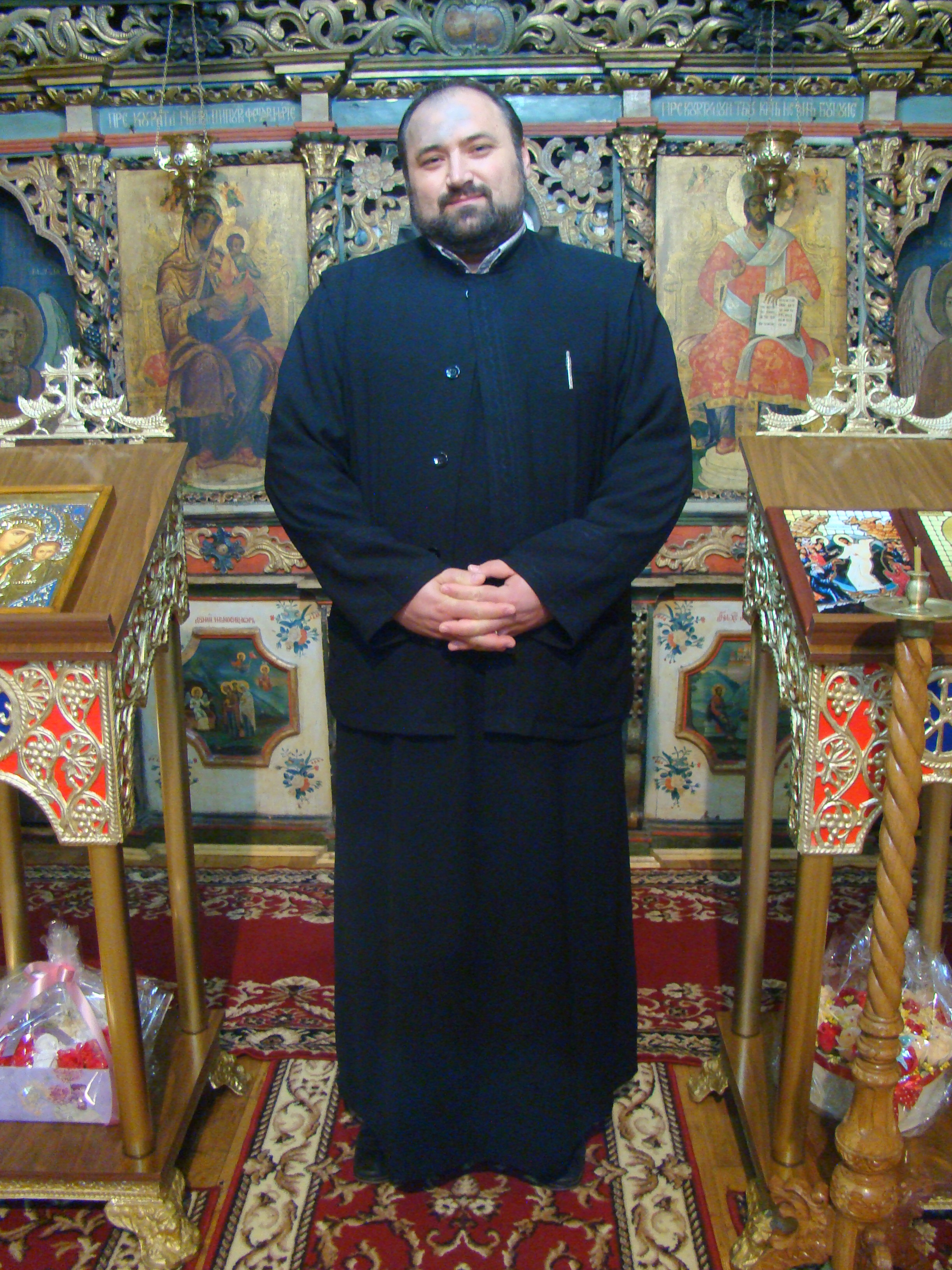
preotul paroh Săvean Iulius-Constantin
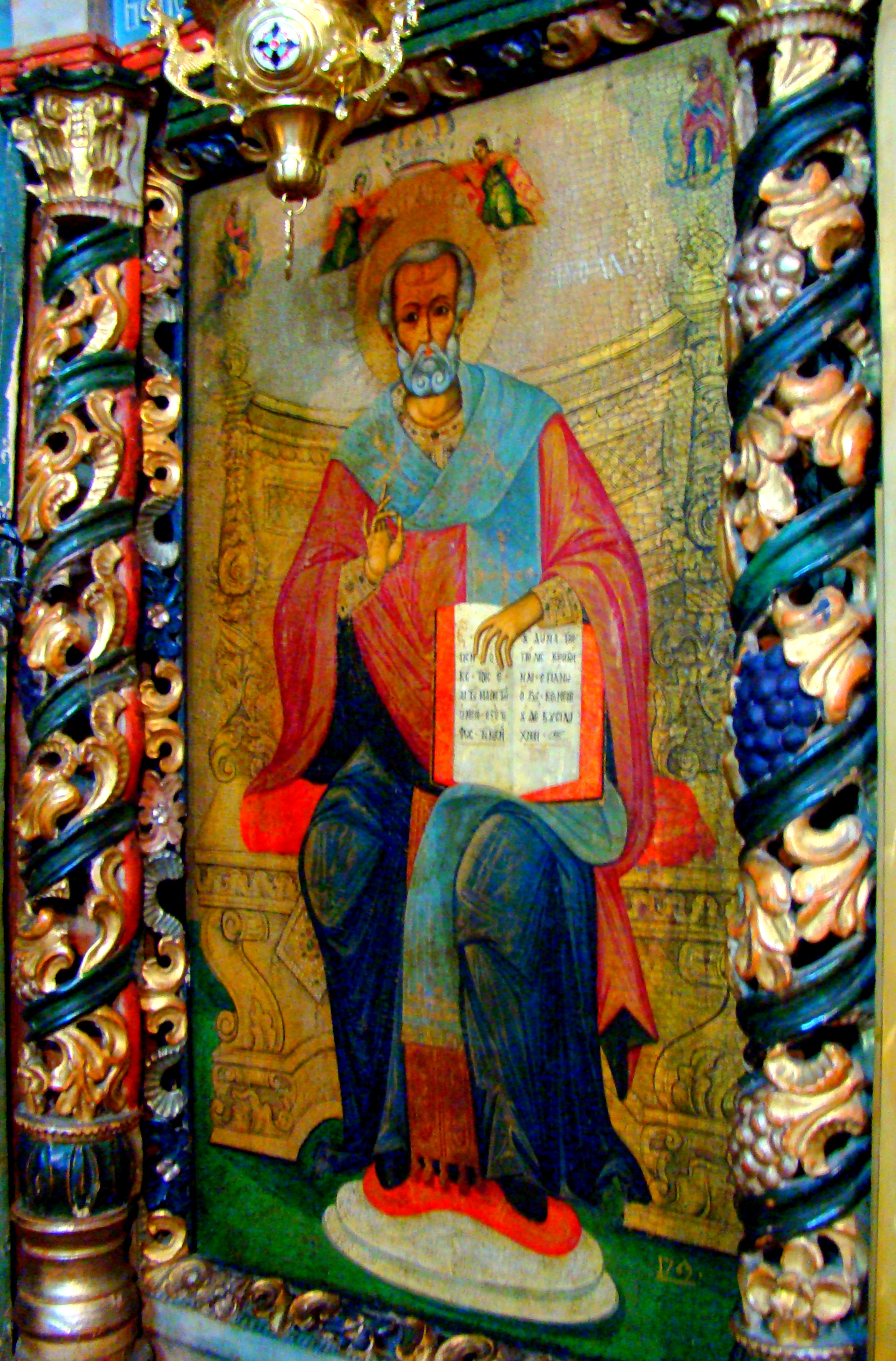
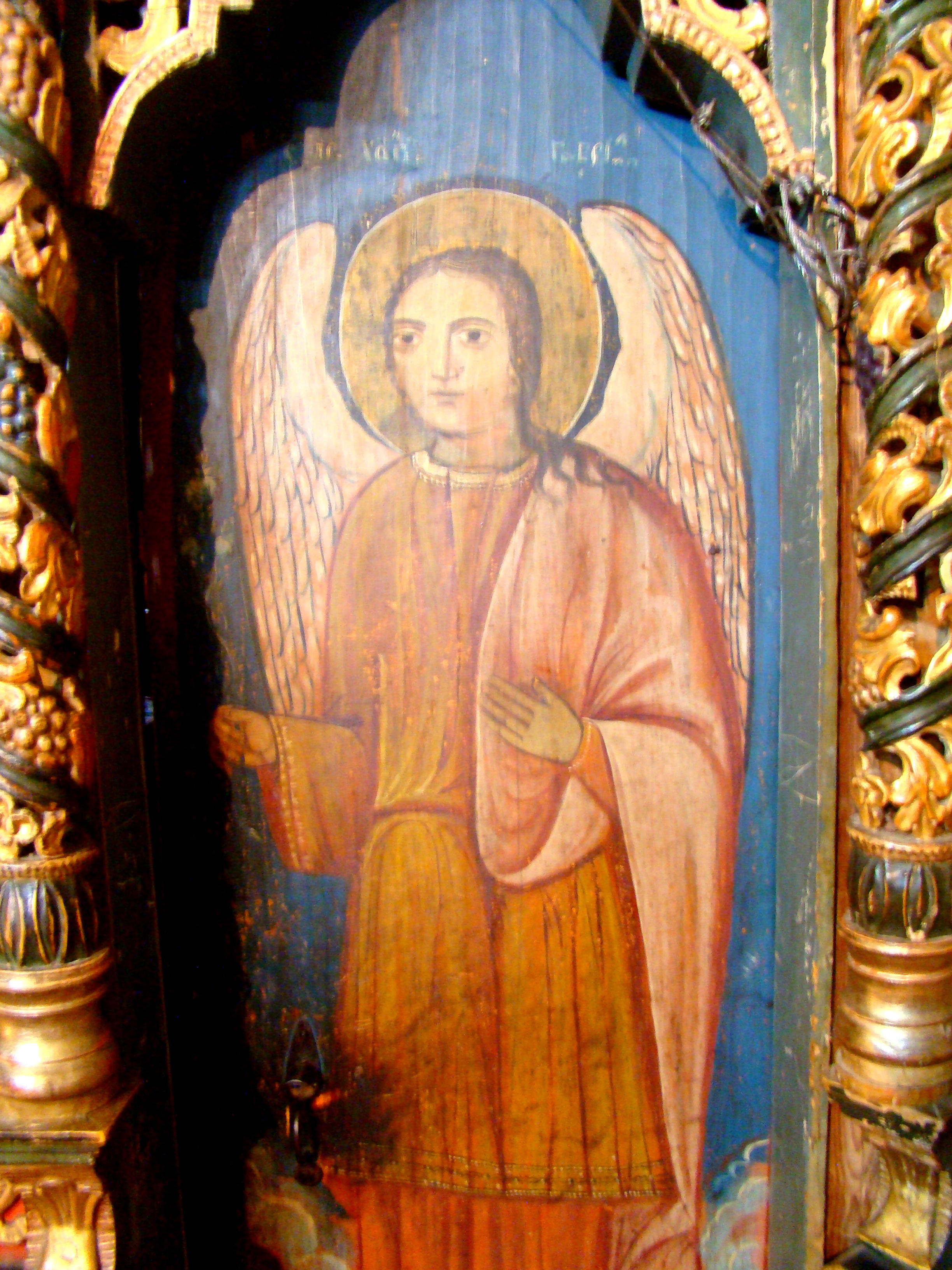